# Historische Stadtpläne von Kiew

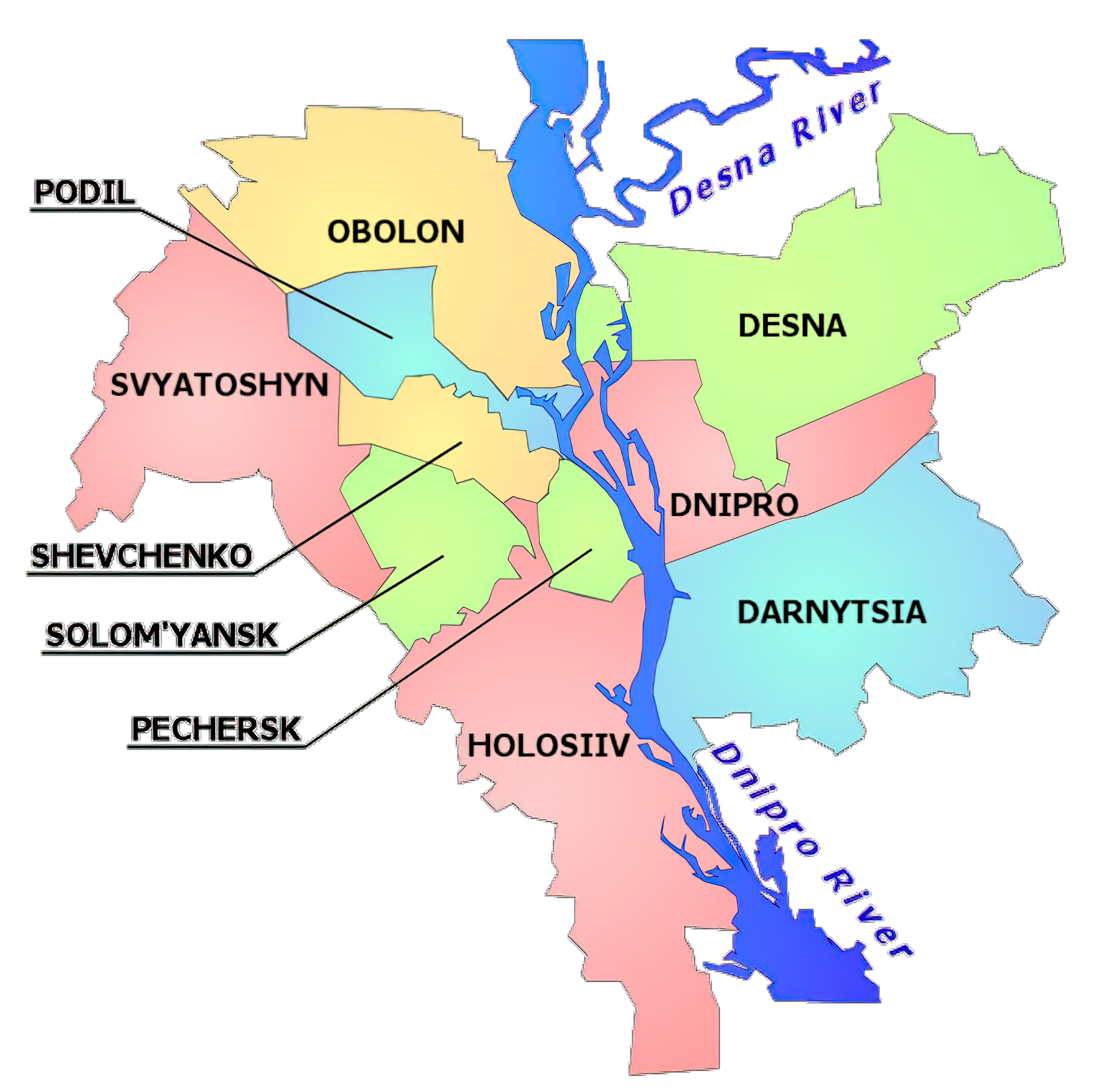
Übersichtsdarstellung der Stadtteile von Kiew (2006)

Historische Stadtpläne von Kiew sind wichtige Quellen zur Erforschung der Geschichte und der Stadtgeografie der ukrainischen Hauptstadt Kiew. Zeitgenössische kartografische Stadtansichten und Pläne dokumentieren das Stadtbild seit dem 17. Jahrhundert.
Von der älteren Siedlungsgeschichte vom Frühmittelalter bis zum 16. Jahrhundert zeugen andere historische Quellen sowie umfangreiche archäologische Befunde. Nach dem stadtgeschichtlichen Kenntnisstand des 19. Jahrhunderts entwarf Nikolaï Sakrewskyj für das 1868 herausgegebene Werk Beschreibung von Kiew einige Karten mit der Rekonstruktion des Siedlungsraums von Kiew westlich des Dnepr für die Epochen vom Frühmittelalter bis zu seiner Zeit.
Die Veränderung des urbanen Raums von Kiew im 19. und 20. Jahrhundert ist in zahlreichen geographischen und thematischen Karten und Stadtplänen festgehalten. In dieser Zeit entstanden rund um die alten Stadtkerne große neue Siedlungen, die Verkehrsinfrastruktur wurde stark ausgebaut, der Dnepr überbrückt und der Flusshafen von Kiew ausgebaut. Mit der Industrialisierung und nach der Integration mehrerer Ortschaften entwickelte sich Kiew zur Großstadt mit Gewerbezonen und weiten Satellitenstädten.

## Stadtgeschichtliche Karten zu Kiew im Mittelalter

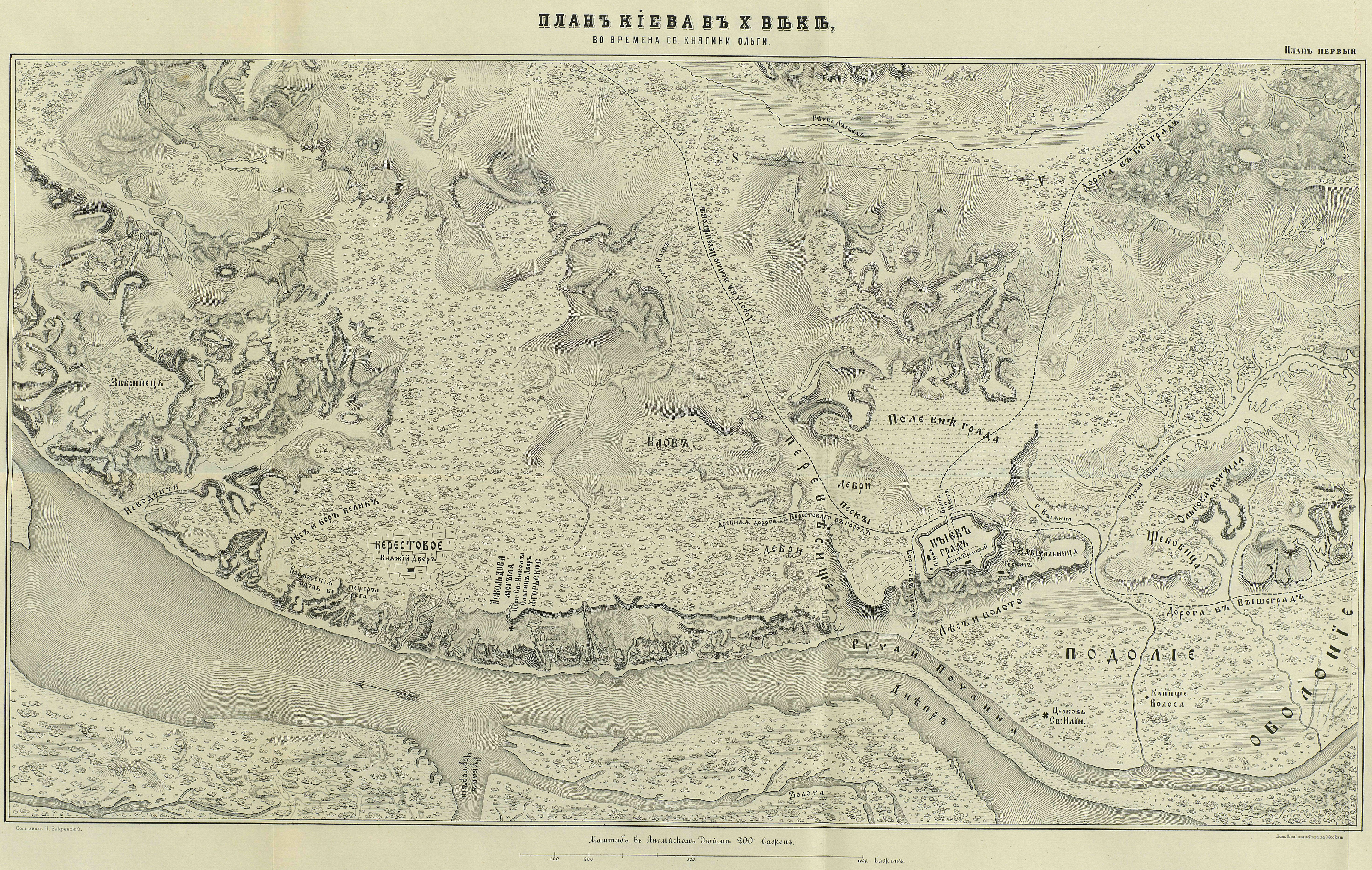
Plan von Kiew im 10. Jahrhundert. Rekonstruktion von Nikolaï Zakrevsky
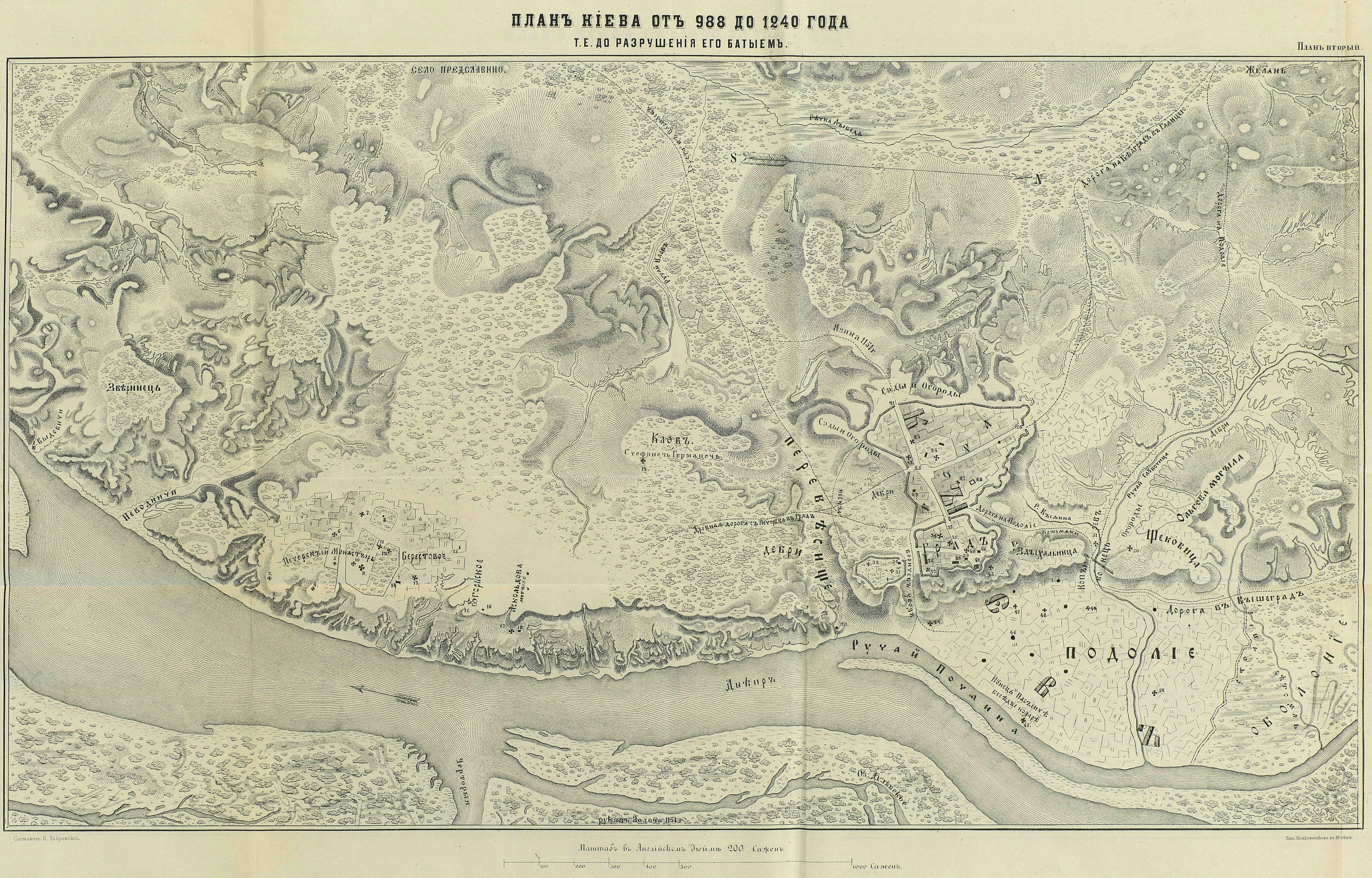
Plan von Kiew, 11. bis zum 13. Jahrhundert. Rekonstruktion von Nikolaï Zakrevsky
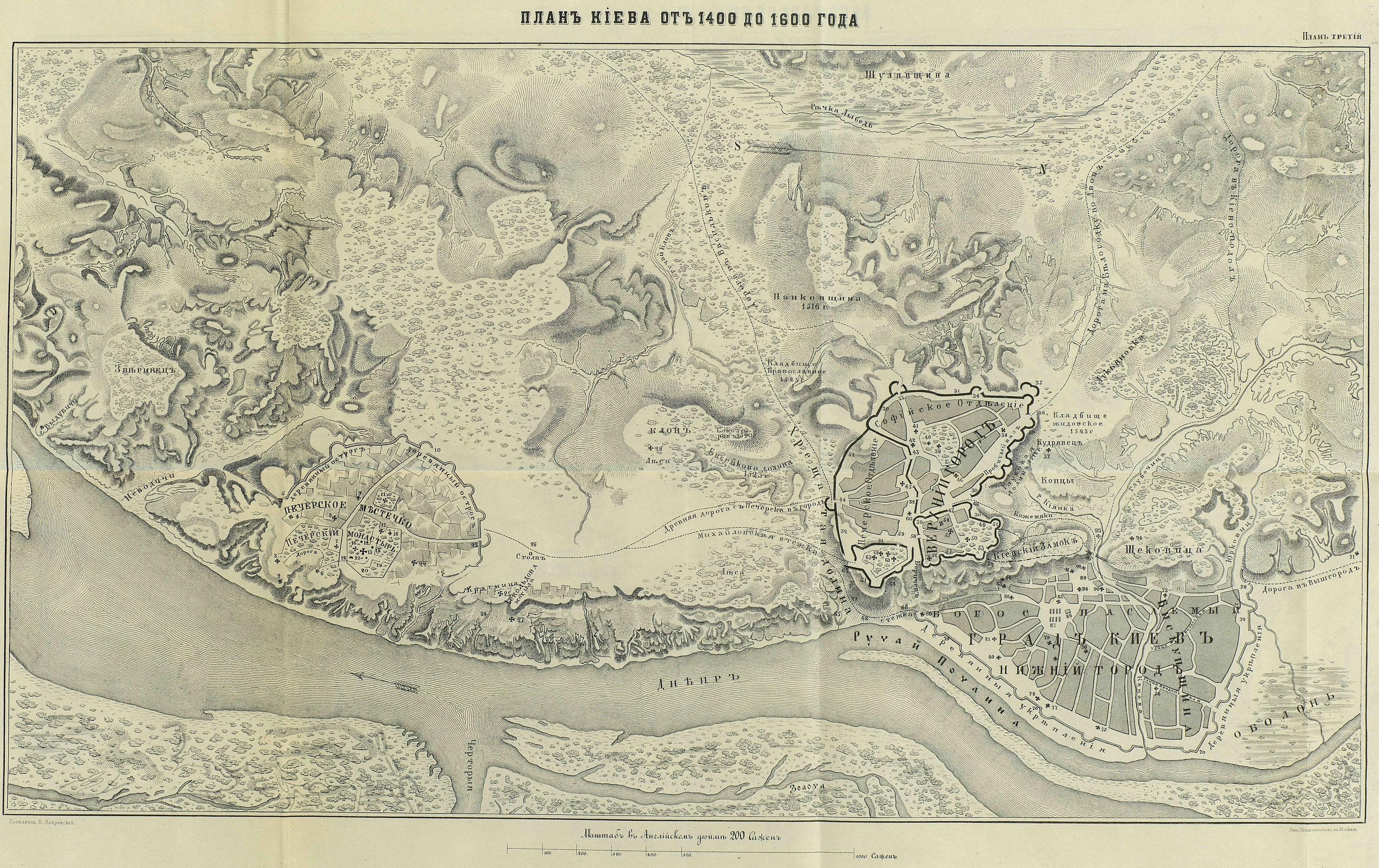
Plan von Kiew, 15. und 16. Jahrhundert. Rekonstruktion von Nikolaï Zakrevsky

## 17. Jahrhundert
Während des 17. Jahrhunderts entstanden mehrere Karten zum Stadtgebiet von Kiew, die teilweise nur in späteren Kopien überliefert sind. Die frühesten erhaltenen historischen Stadtpläne sind Schrägansichten des Kiewer Höhlenklosters mit der näheren Umgebung. Sie stammen aus der Schrift Teraturgema von Athanasius Kalnofoysky. Zwei weitere Stadtpläne schuf Innozenz Giesel, Archimandrit des Kiewer Höhlenklosters, 1674. Einen Kupferstich mit der eher summarischen, topografisch ungenauen Planvedute der befestigten Stadt aus südlicher Richtung publizierte Jacob von Sandrart in Nürnberg 1687.
Den ersten sehr detailreichen topografischen Plan von Kiew zeichnete Iwan Uschakow im Jahr 1695. Vom großformatigen Kartenblatt ist eine vom Archäologen Dmitri Strukow (1828–1899) hergestellte Kopie von 1884 im Museum der Geschichte Kiews ausgestellt. Die Darstellung ist nach Westen ausgerichtet und zeigt deshalb den Fluss Dnepr am unteren Bildrand. Uschakow stellte die Hügellandschaft mit den drei ursprünglichen Siedlungen von Kiew mit der weiten Umgebung, Wäldern und Gewässern dar. Die Hauptsiedlung Petschersk beim Kiewer Höhlenkloster, die Ortschaft Holossijiw südlich davon sowie das alte Unterstadtquartier Podil am Flussufer nordwestlich des Stadtzentrums sind vollständig abgebildet. Das Wegenetz in den Quartieren ist mit Zäunen, Grundstücksmauern und wenigen Häuserzeilen gekennzeichnet. Manche Bauwerke und besonders die zahlreichen Kirchen sind als annähernd Miniaturen eingetragen, die als architektonisch annähernd originalgetreue Frontalansichten erscheinen. Die Stadtmauer von Petschersk und jene von Podil sind ebenfalls frontal zu sehen und die Stadttore sind fast alle mit ihren Namen angeschrieben, so wie auch einzelne Stellen im Siedlungsgebiet und in der Umgebung von Kiew.

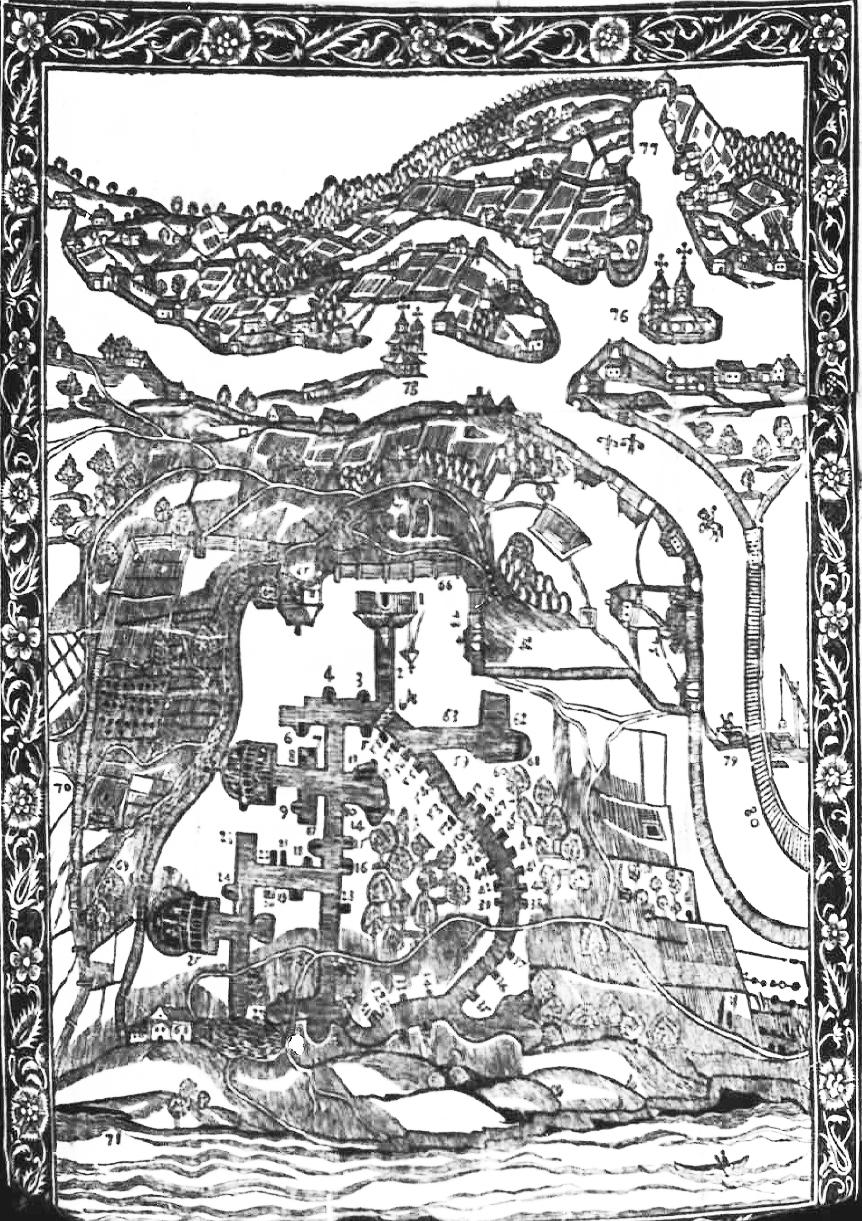
Athanase Kalnofoïski: Plan mit dem Kiewer Höhlenkloster, 1638
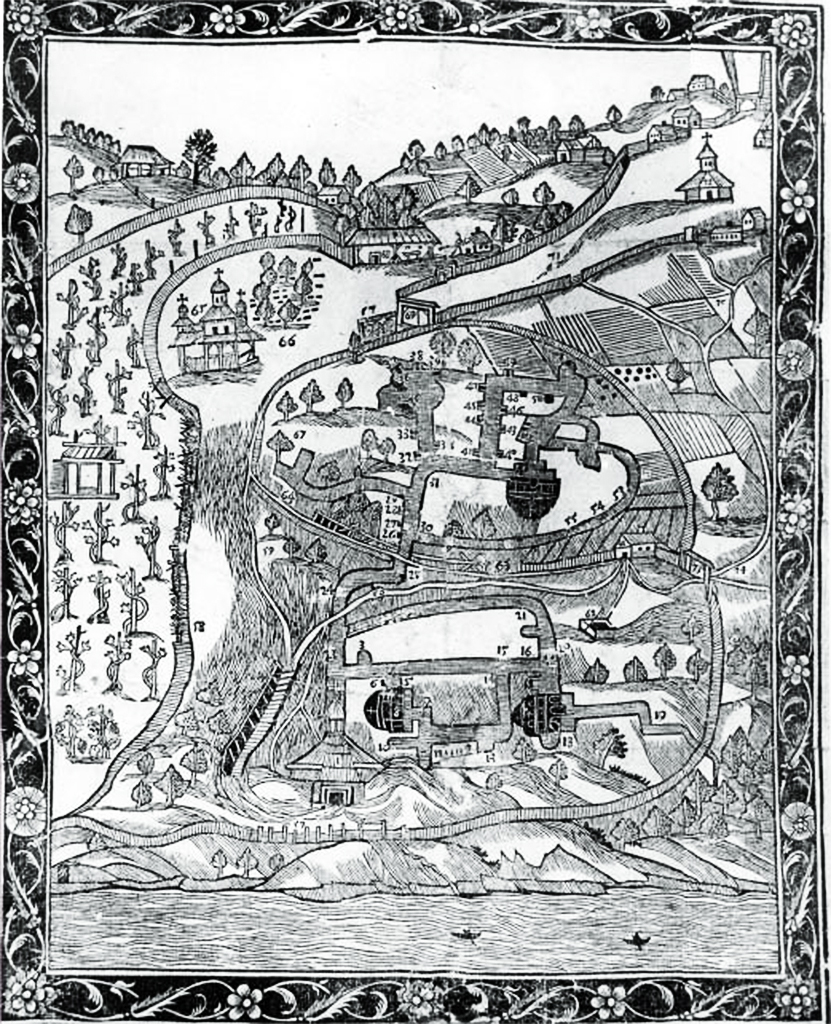
Athanase Kalnofoïski: Plan mit dem Kiewer Höhlenkloster, 1638
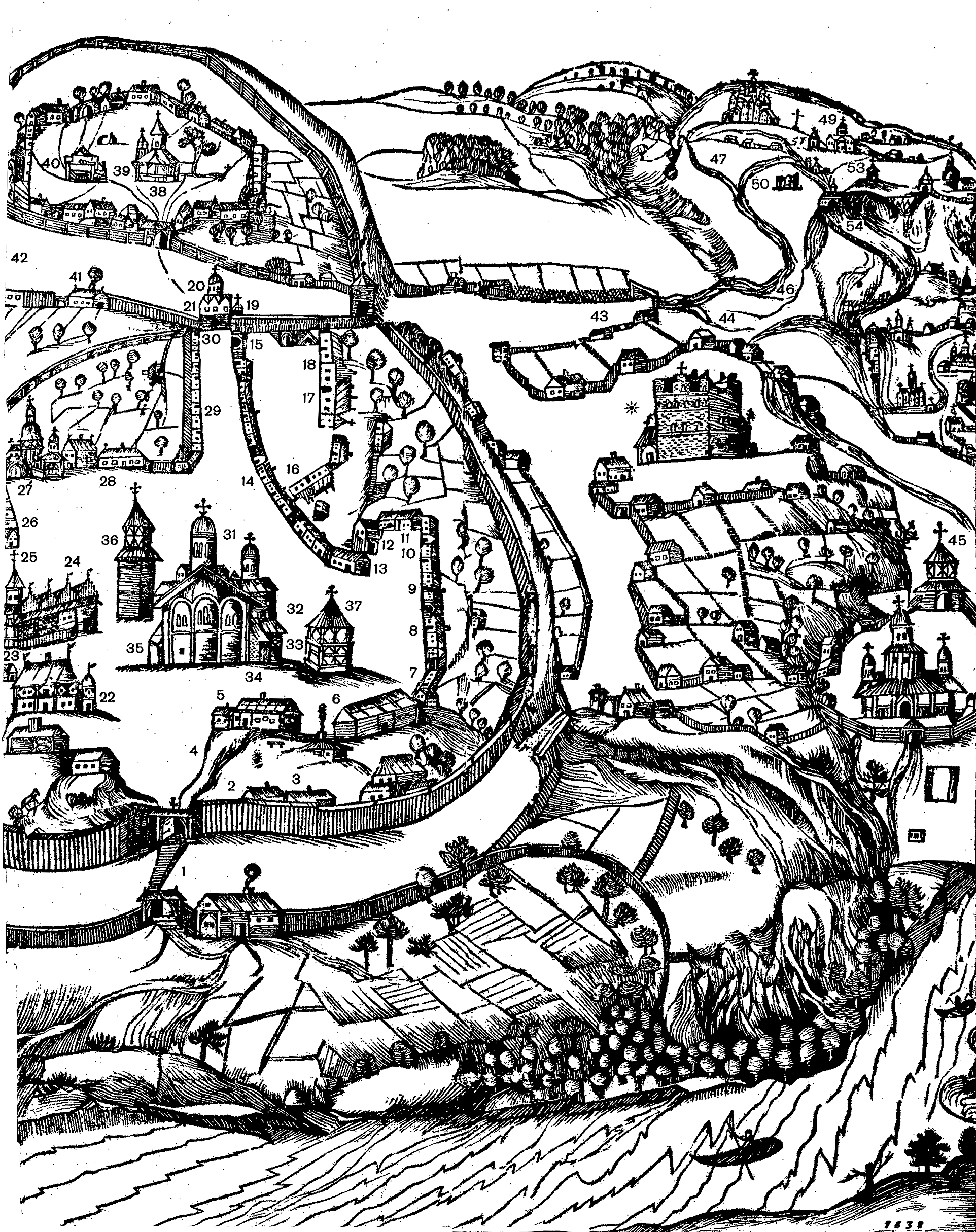
Athanase Kalnofoïski: Plan mit dem Kiewer Höhlenkloster und Einsiedeleien in der Umgebung, 1638
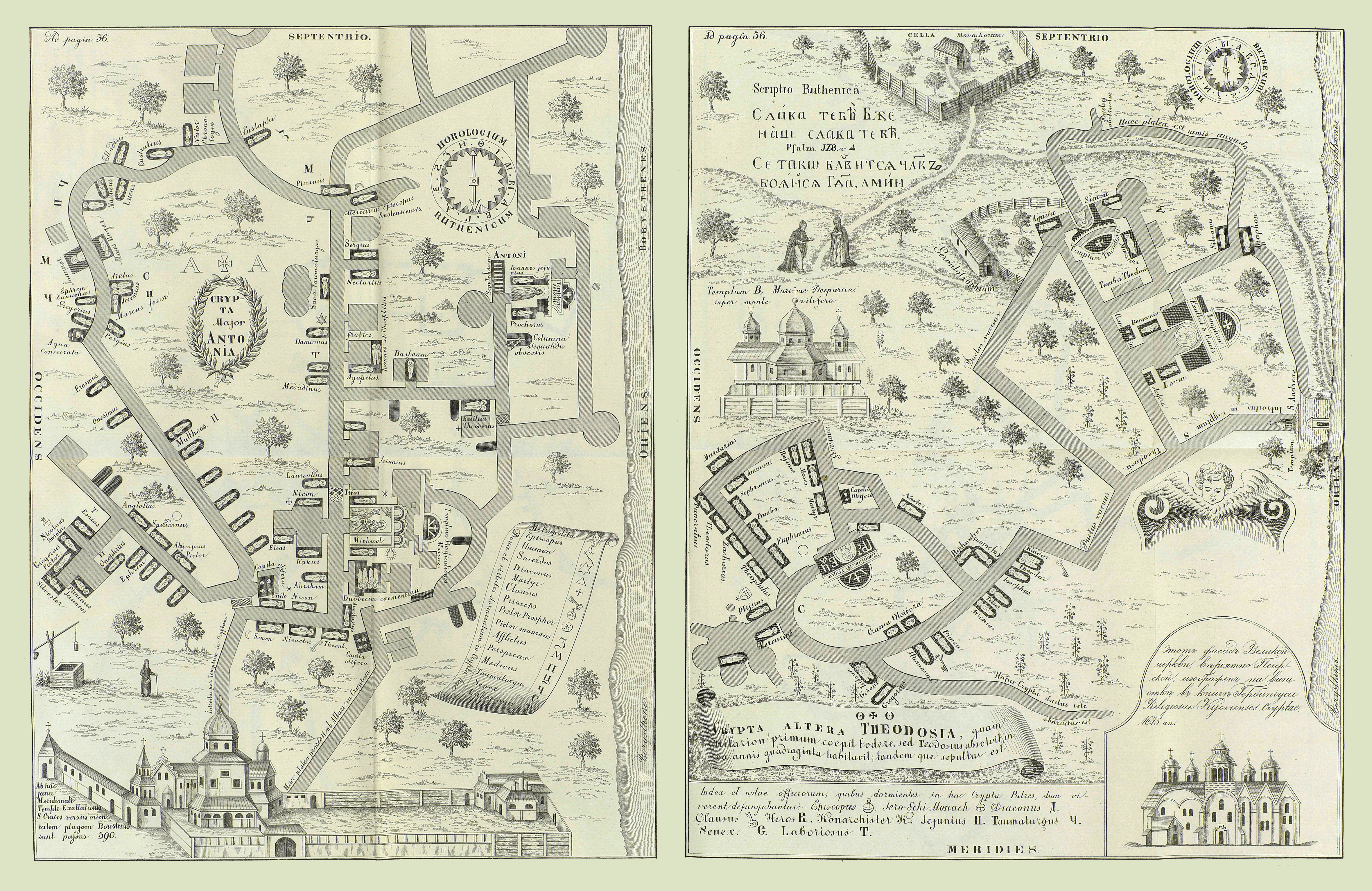
Stadtplan von Innozenz Giesel, 1674 (Reproduktion 1868).
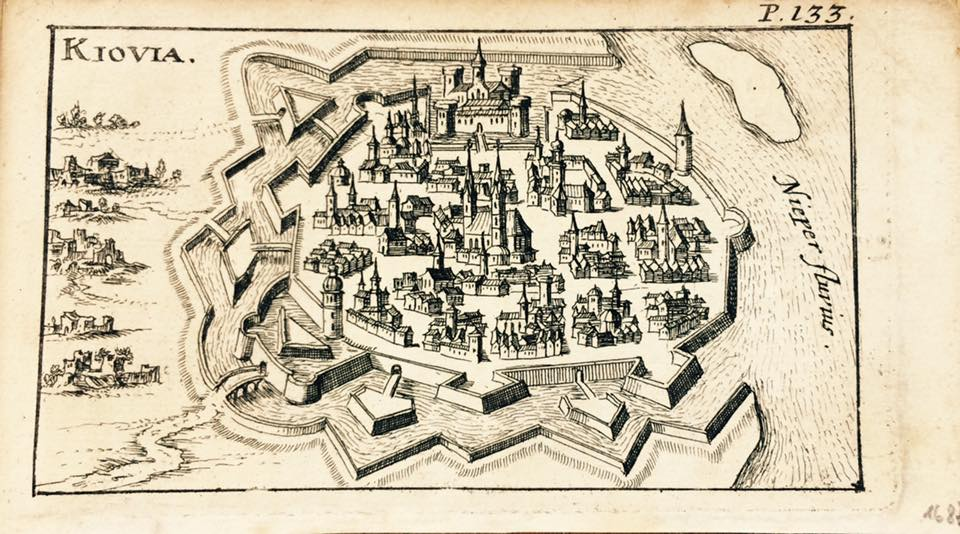
Jacob von Sandrart: Kiovia. Planvedute von Kiew, 1687
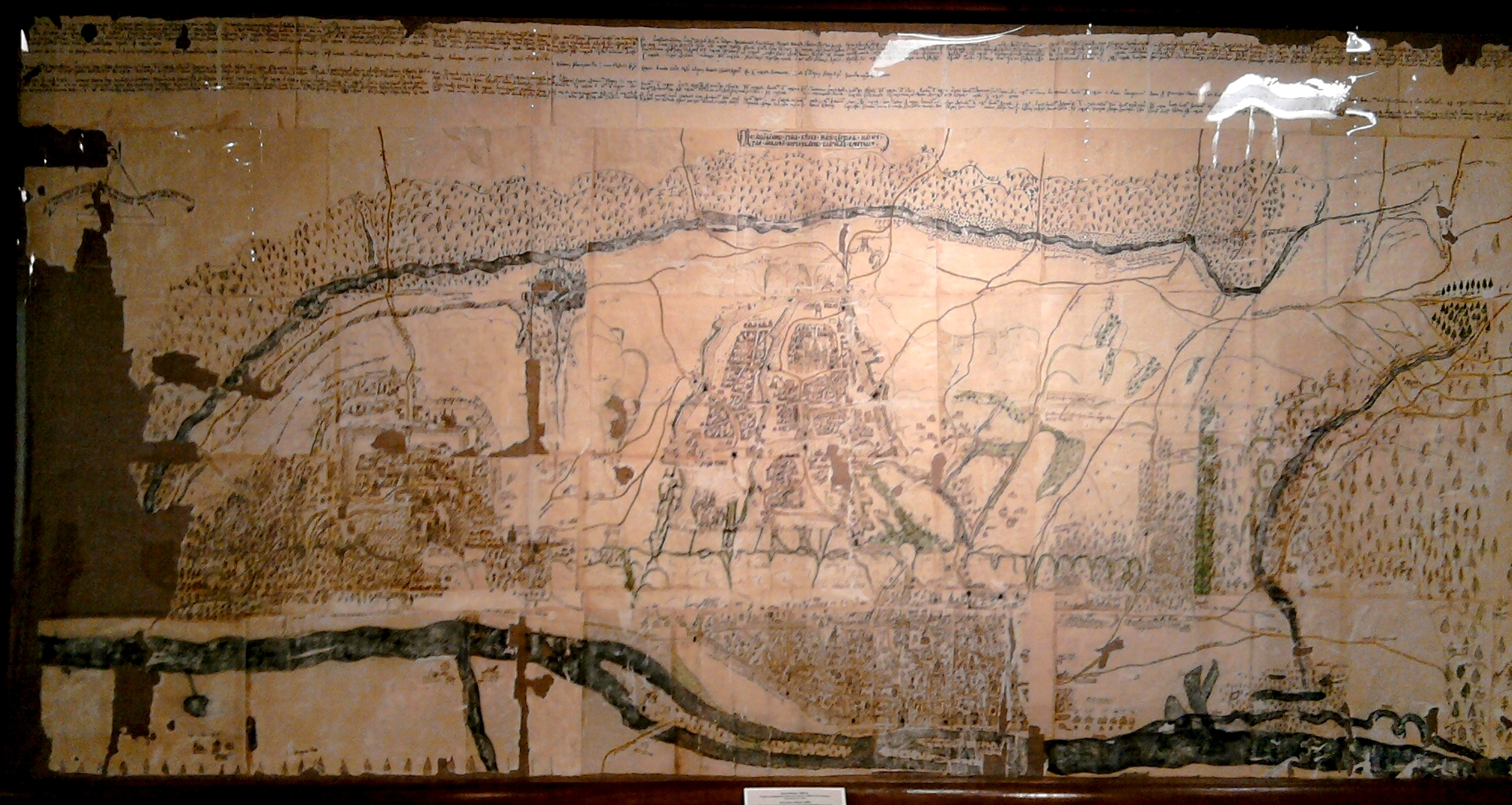
Iwan Uschakow: Karten von Kiew, 1695

## 18. Jahrhundert
Neben einer Karte mit den Stadtbefestigungen Kiews um 1715, die der Verleger Iwan Sytin (1851–1934) im Jahr 1913 in seiner Militär-Enzyklopädie publizierte, und einem Stadtplan von 1787, der in der Publikation Collection complête des lois de l’empire von 1839 veröffentlicht ist, stellt auch eine weitere stadthistorische Rekonstruktion von Nikolaï Sakrewskyj (1868) das Siedlungsbild des 18. Jahrhunderts dar.

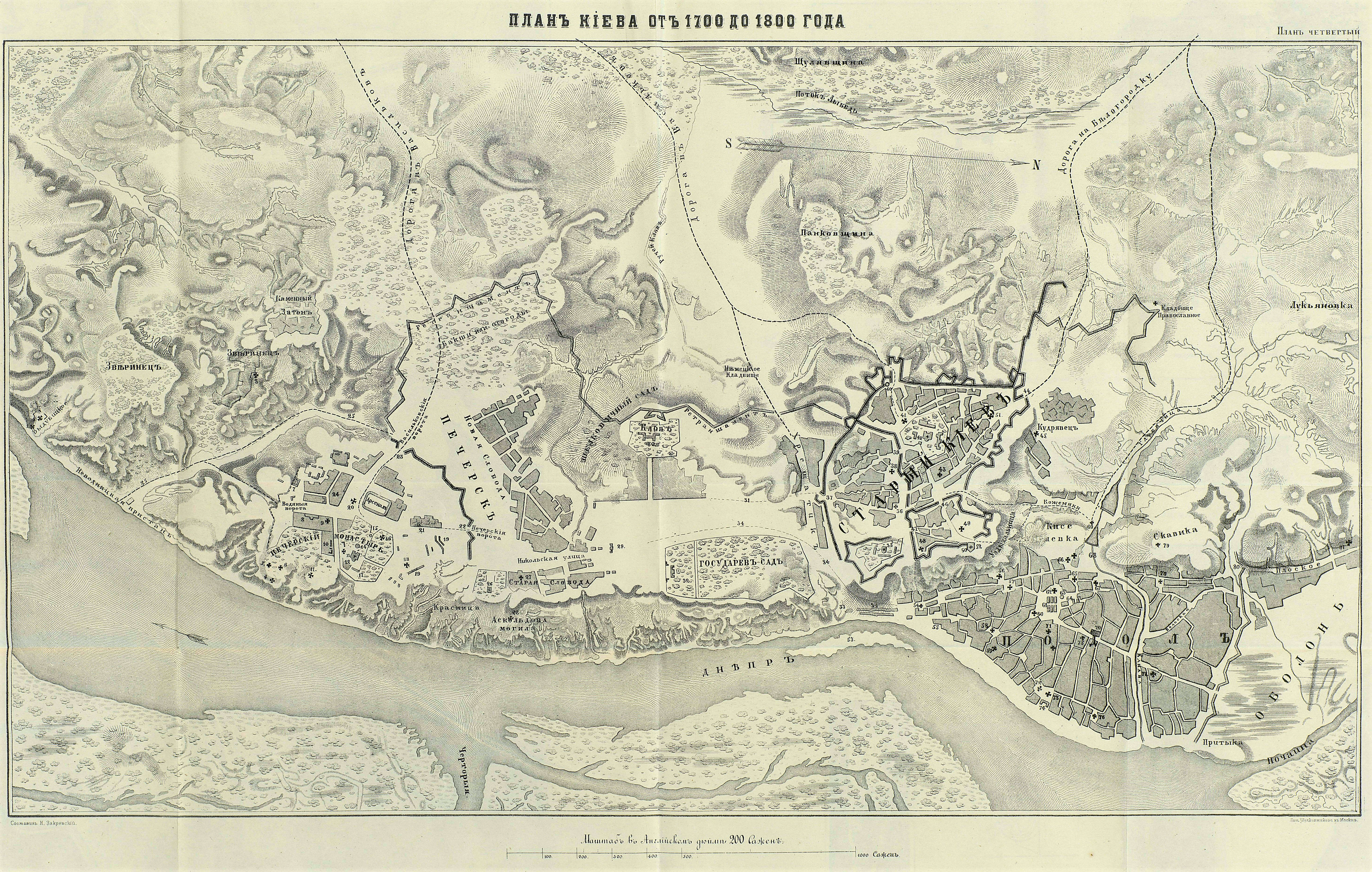
Plan von Kiew im 18. Jahrhundert. Rekonstruktion von Nikolaï Zakrevsky
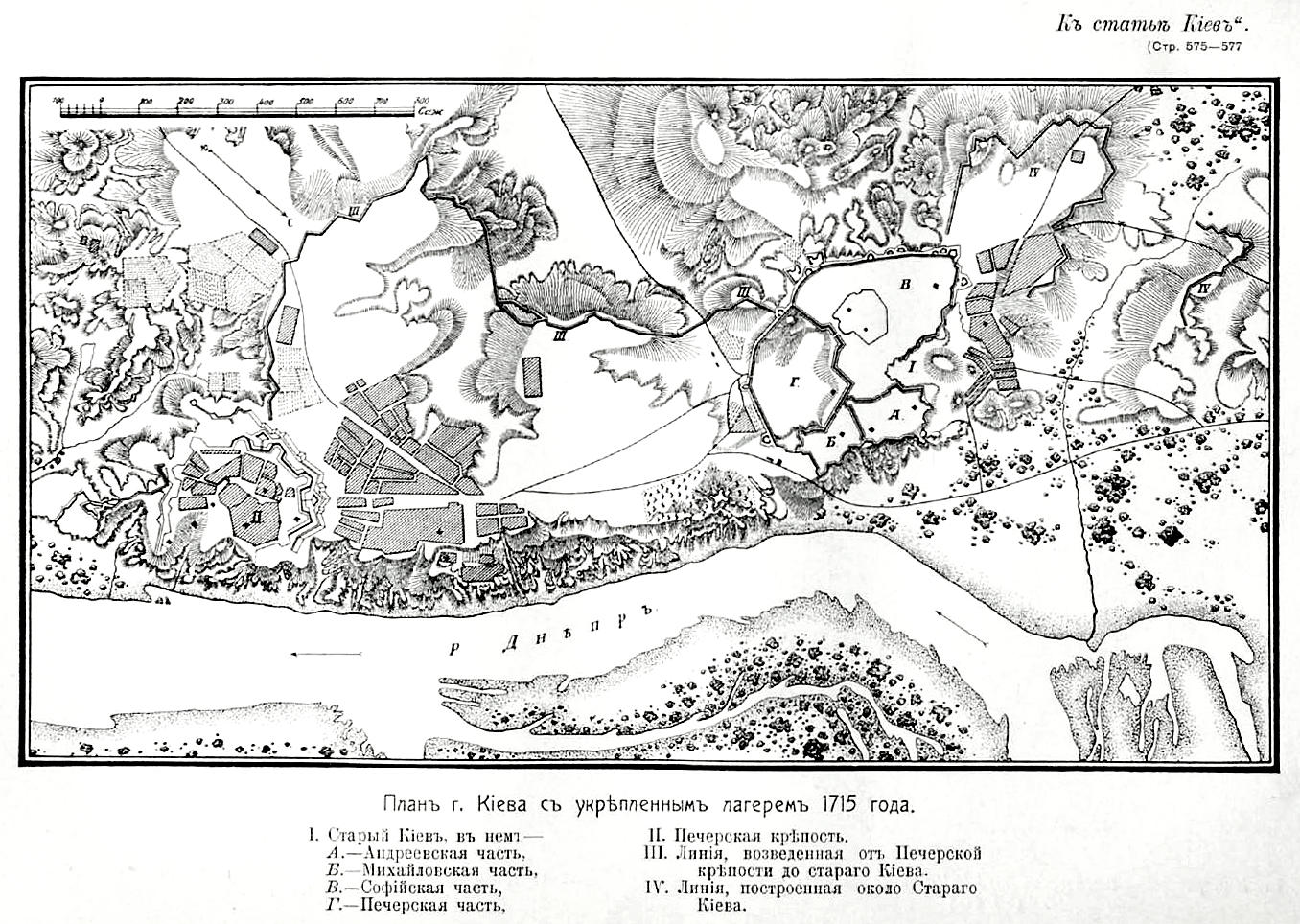
Plan der Befestigungen von Kiew 1715
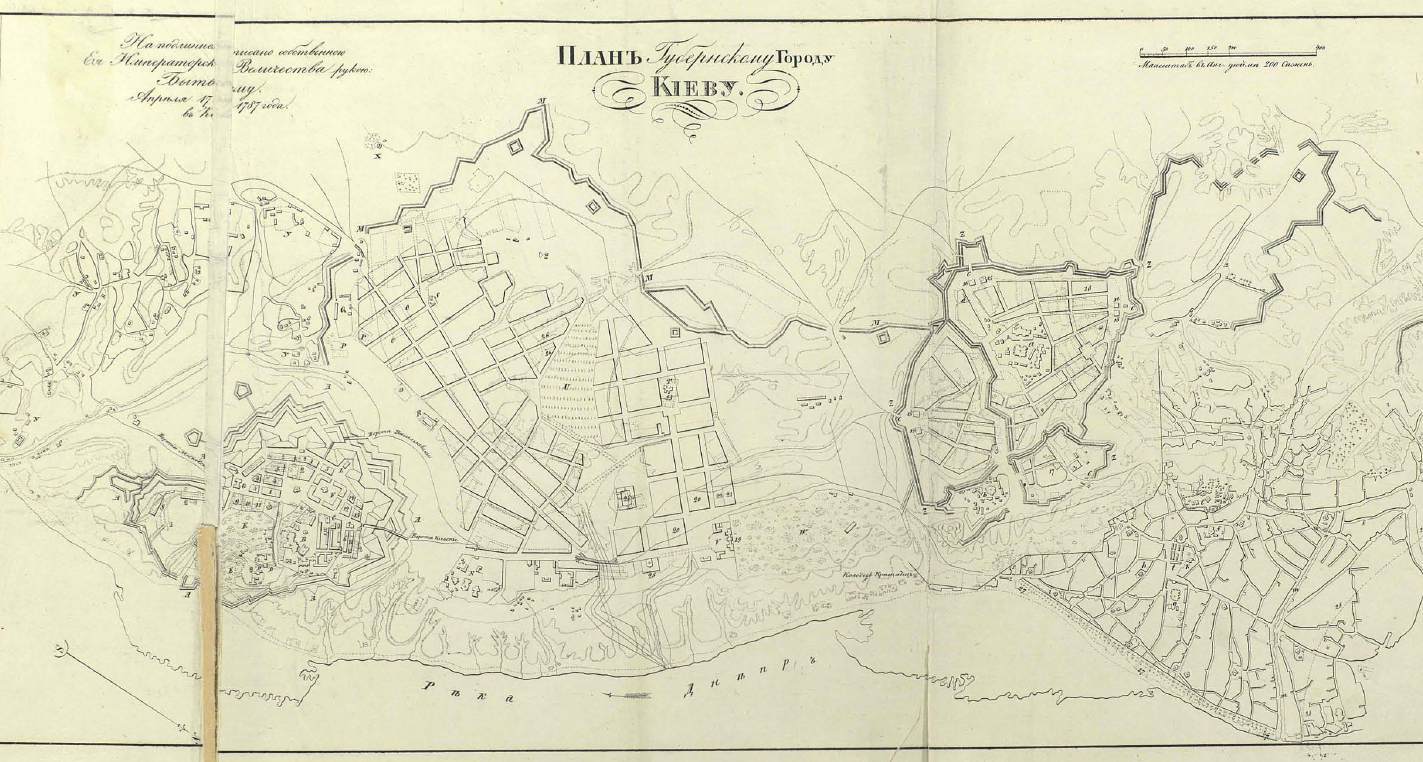
Kiew im Jahr 1787 (1839)

## 19. Jahrhundert
Nach dem verheerenden Großbrand von Podil im Jahr 1811 setzte die moderne Siedlungsentwicklung von Kiew ein. Das Gebiet des zerstörten historischen Stadtteils Podil am Dneprufer erhielt unter dem Stadtarchitekten Andrei Iwanowitsch Melenski eine neue, schachbrettartige Straßenstruktur, die das Bild des Siedlungsgebiets bis heute prägt.
Ein Plan des Areals um die Kiewer Festung aus der Mitte des 19. Jahrhunderts zeigt auch die erste, unterhalb der Festungswerke bei Petschersk errichtete erste Dneprbrücke von Kiew, die Nikolaus-Kettenbrücke. Für die Bahnstrecke von Kiew nach Kursk entstand von 1868 bis 1870 flussabwärts die Struwe-Eisenbahnbrücke als erste Bahnbrücke über den Dnepr; sie ist im Stadtplan von V. Bochno von 1879 eingezeichnet.

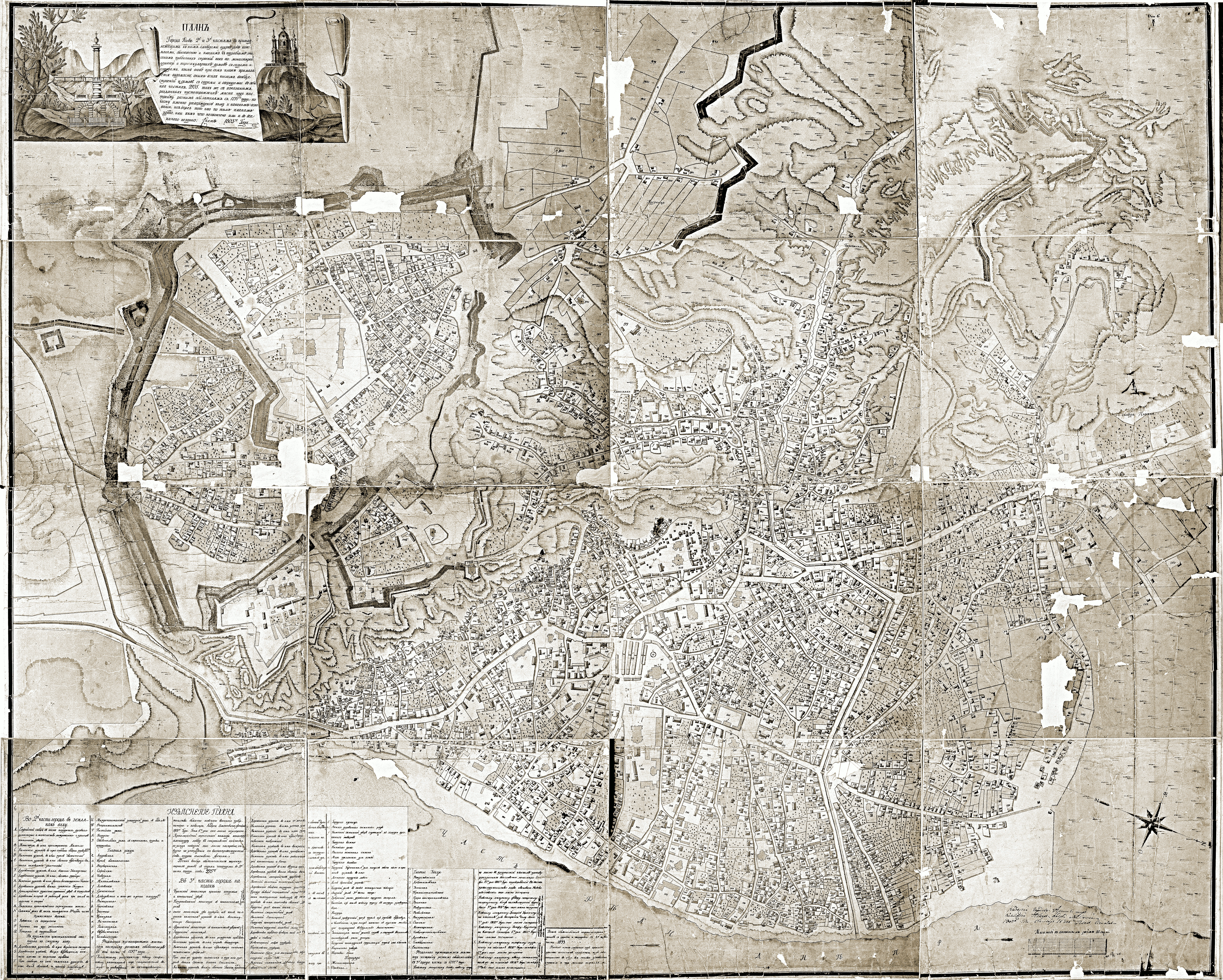
Andrei Iwanowitsch Melenski, Stadtarchitekt von Kiew: Stadtplan von Kiew, 1803
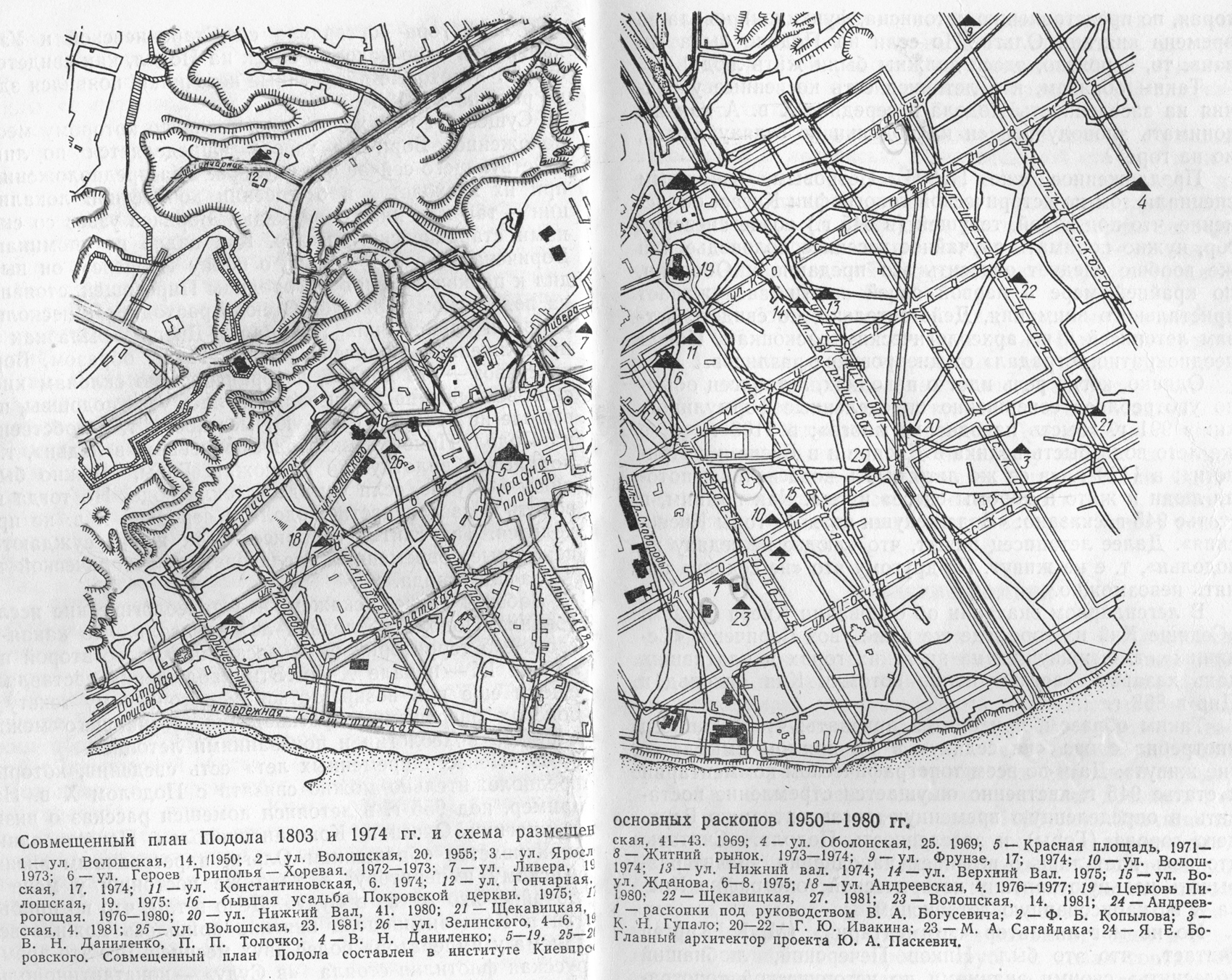
Straßennetz von Podil, Überlagerung der Quartierstruktur um 1803 und 1974 (1982)
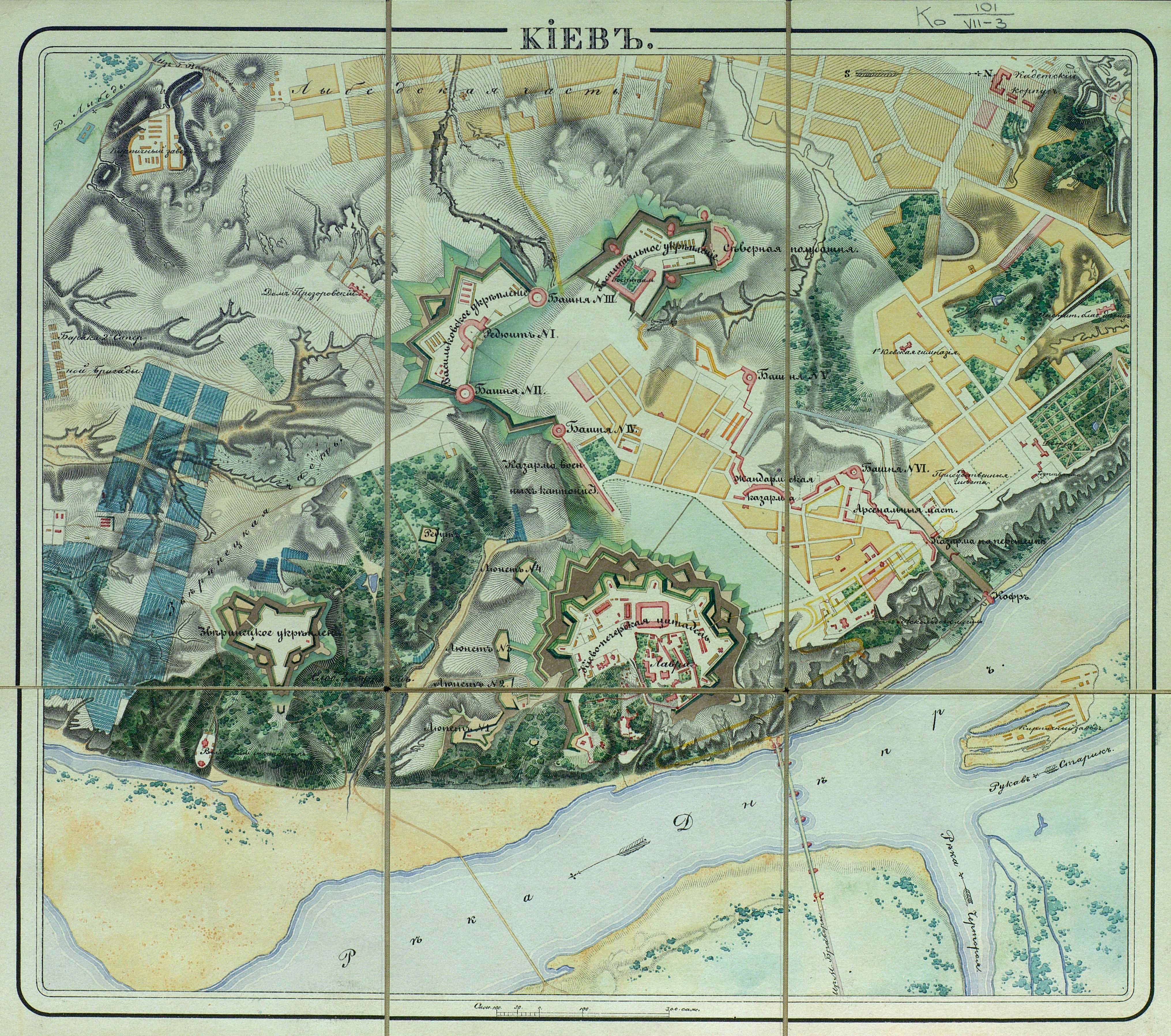
Die Kiewer Festung, Mitte 19. Jh.
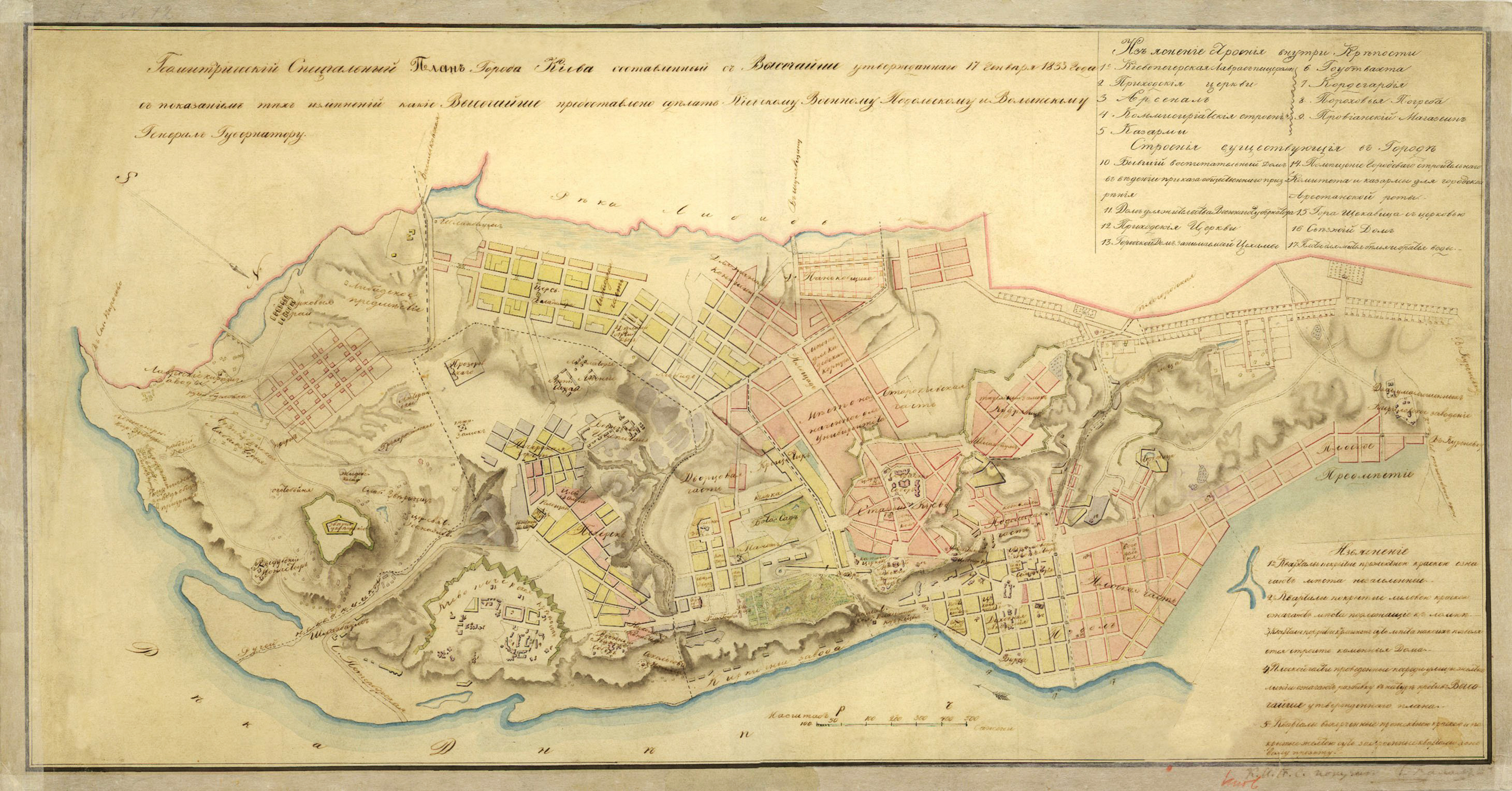
Plan von Kiew mit Neubauquartieren, 1833 (Wernadskyj-Nationalbibliothek der Ukraine)
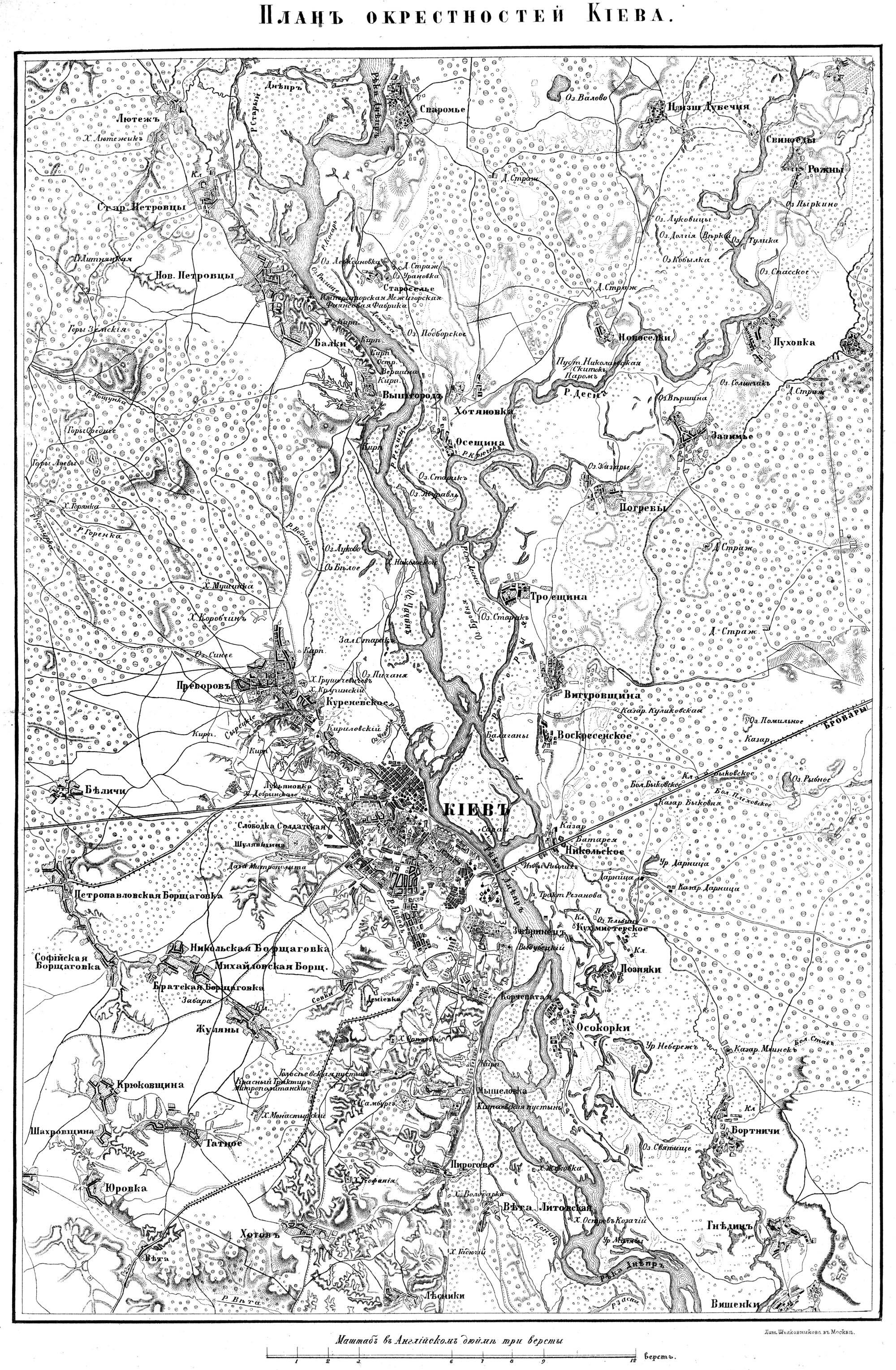
Karte von Kiew und Umgebung, 1850
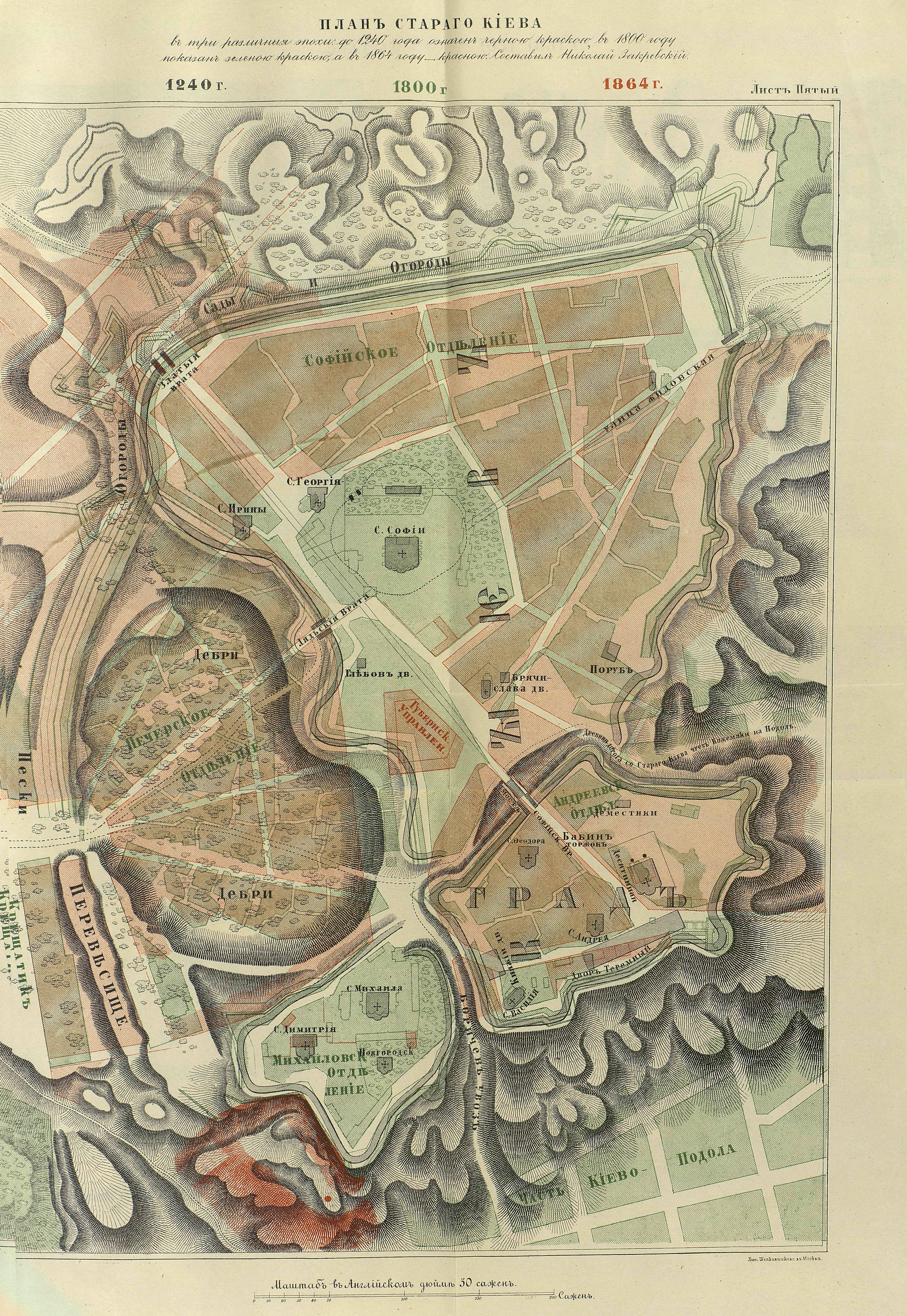
Rekonstruktionsplan zur Stadtgeschichte, dreifarbige Überlagerung zum Siedlungsplan von Pechersk 1240, 1800 und 1864 (Nikolaï Zakrevsky, 1868)
Stadtplan, 1879 (Kommentar von V. Bochno)
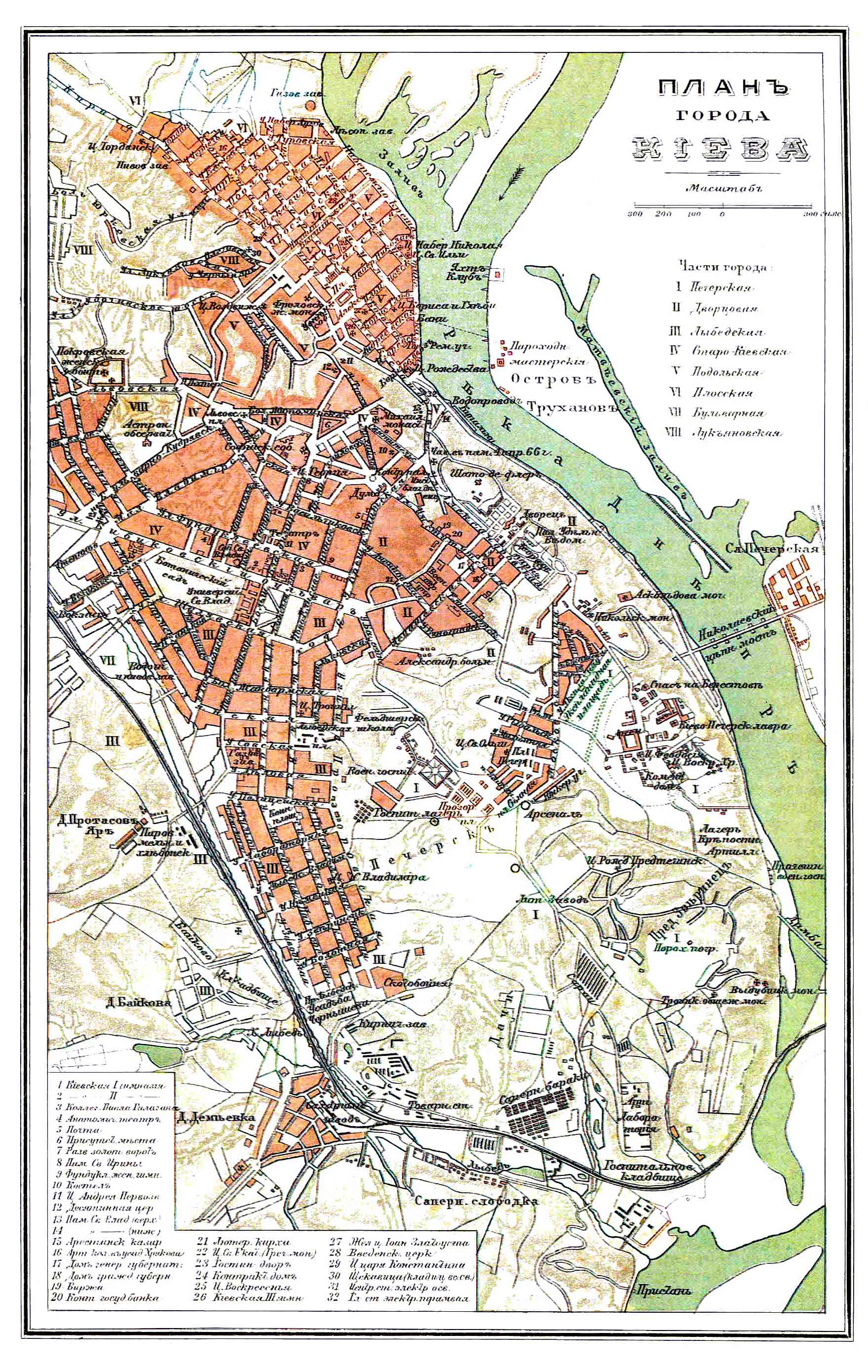
Stadtplan, um 1900 Jüdische Enzyklopädie von Brockhaus und Efron

## 20. Jahrhundert
An den Karten und Stadtpläne lässt sich die rasche, weit ins Umland ausgreifende Siedlungsentwicklung von Kiew im 20. Jahrhundert ablesen. Neue Siedlungsgebiete wurden mit Straßen, Bahnlinien, der Straßenbahn Kiew und der Metro Kiew sowie Buslinien erschlossen. Nachdem die Stadt 1934 zur Hauptstadt der Ukrainischen Sozialistische Sowjetrepublik bestimmt wurde, verstärkte sich die urbane Umgestaltung des Stadtraums.
Im 20. Jahrhundert dehnte sich die Stadt auf die linke Seite des Dnepr aus. 1935 entstand in diesem Gebiet der Verwaltungsbezirk (Raion) Darnyzja, 1969 der Raion Dnipro und 1987 der Raion Desna.
Große Flächen im Stadtgebiet sind als Industriezonen, für öffentliche Einrichtungen wie Sportanlagen und Messen sowie Infrastrukturanlagen, z. B. die Rangierbahnhöfe und die vier Flughäfen der Stadt, genutzt. Ein besonders umfangreiches Werksgelände benötigte das Flugzeugbauunternehmen Antonow mit den werkseigenen Flugplätzen Swjatoschyn und Hostomel im Nordwesten von Kiew.

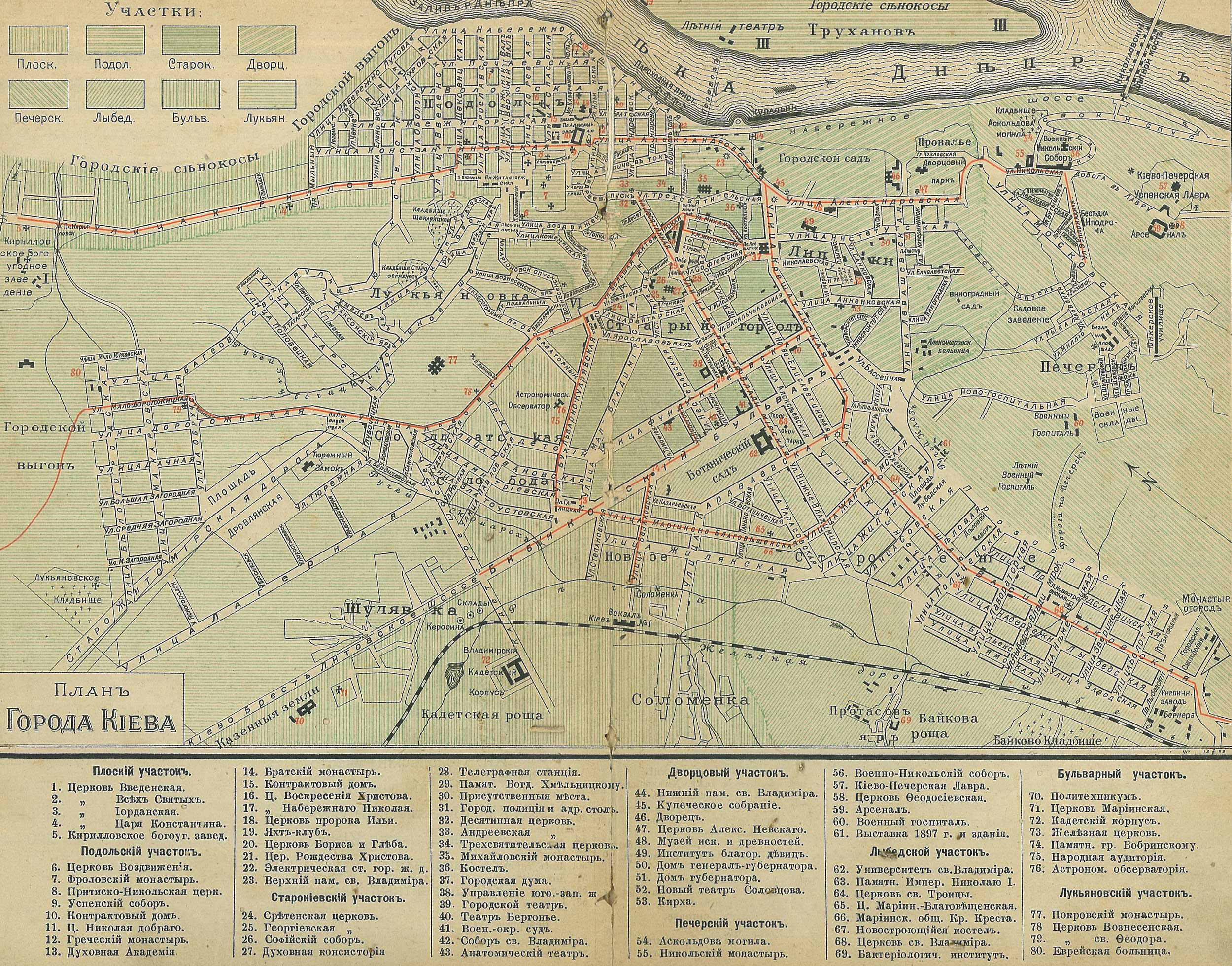
Stadtplan von Kiew, 1900
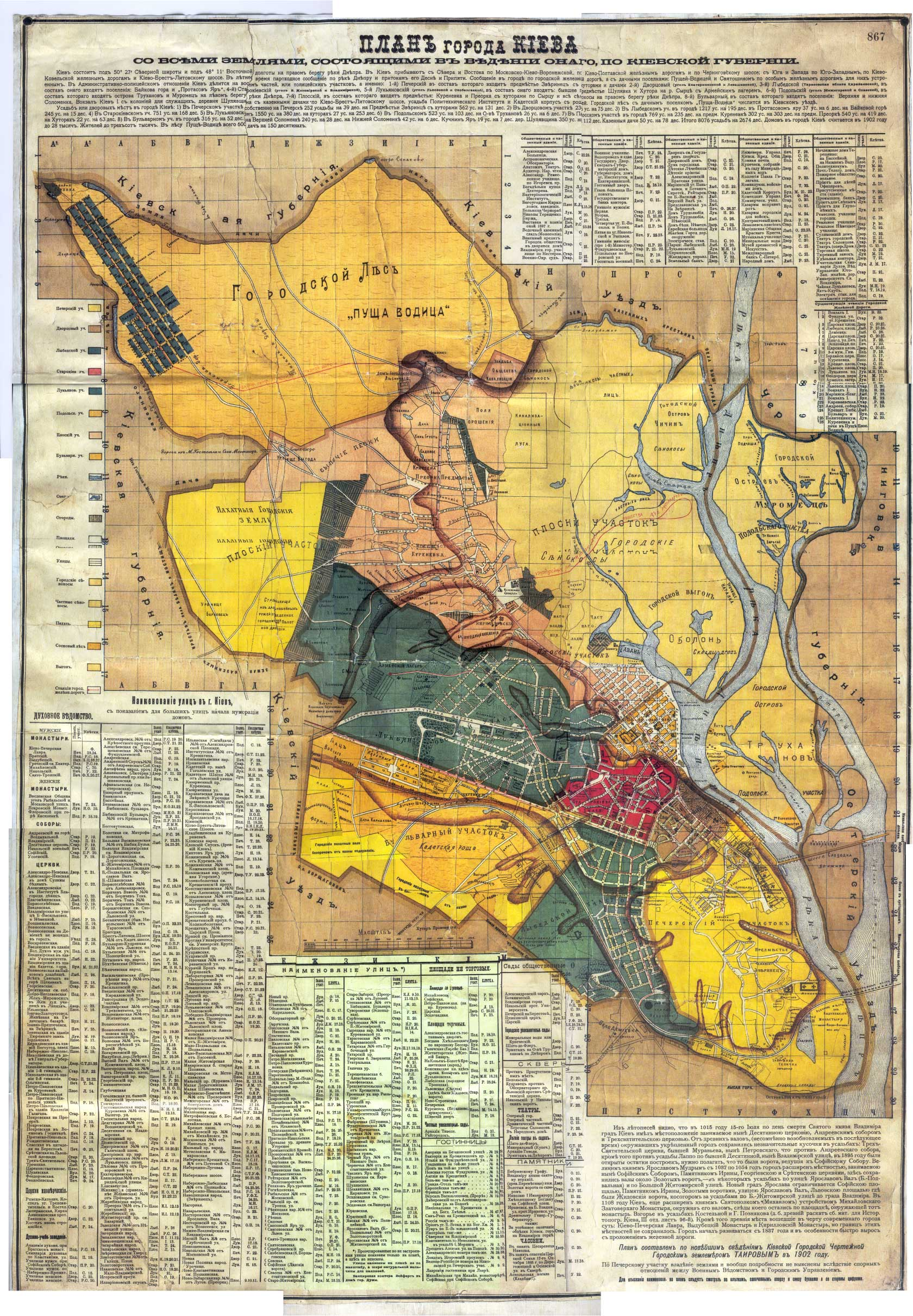
Stadtplan mit Streckennetz der Kiewer Tram, 1902
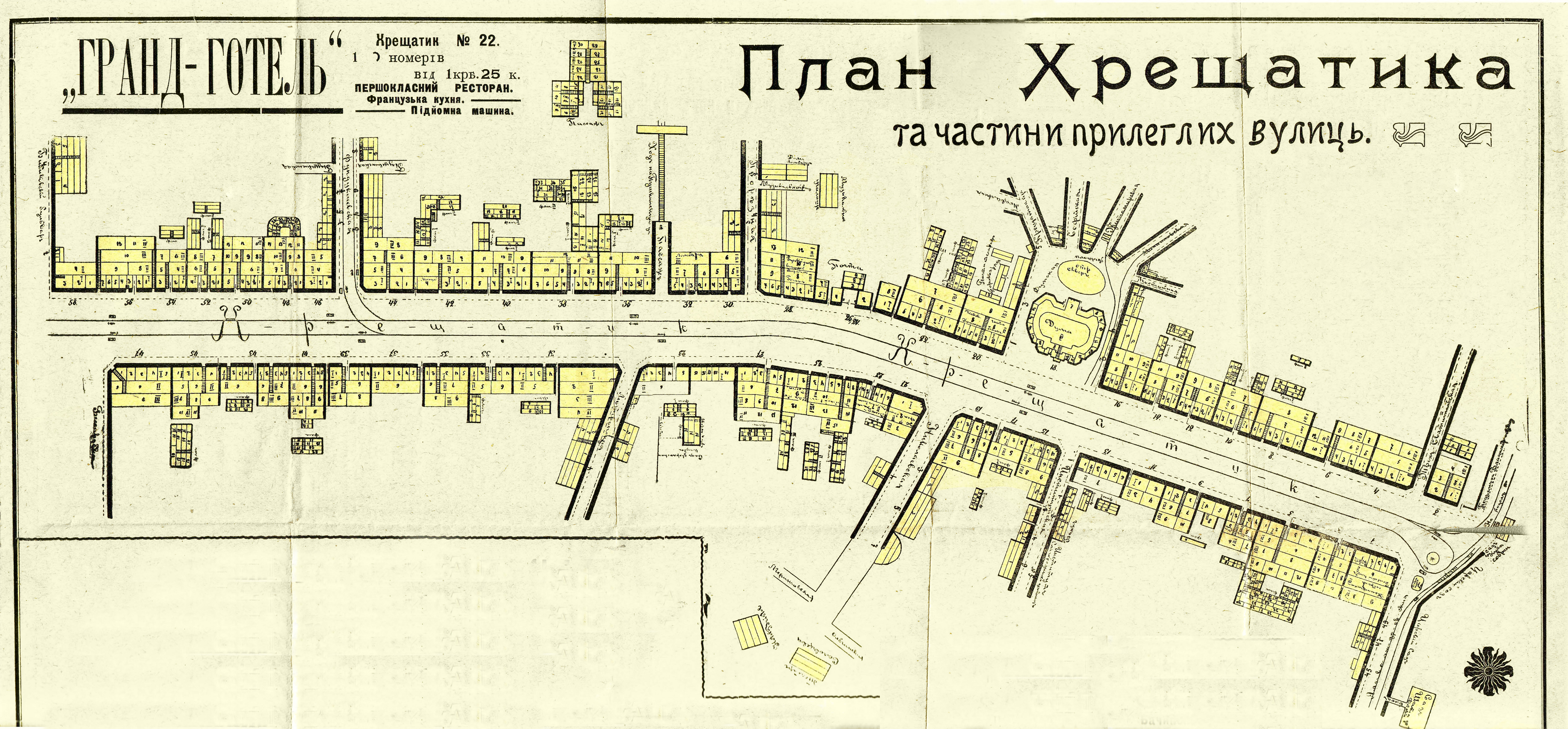
Bebauungsplan der im späten 19. Jahrhundert angelegten zentralen Straße Chreschtschatyk, 1909
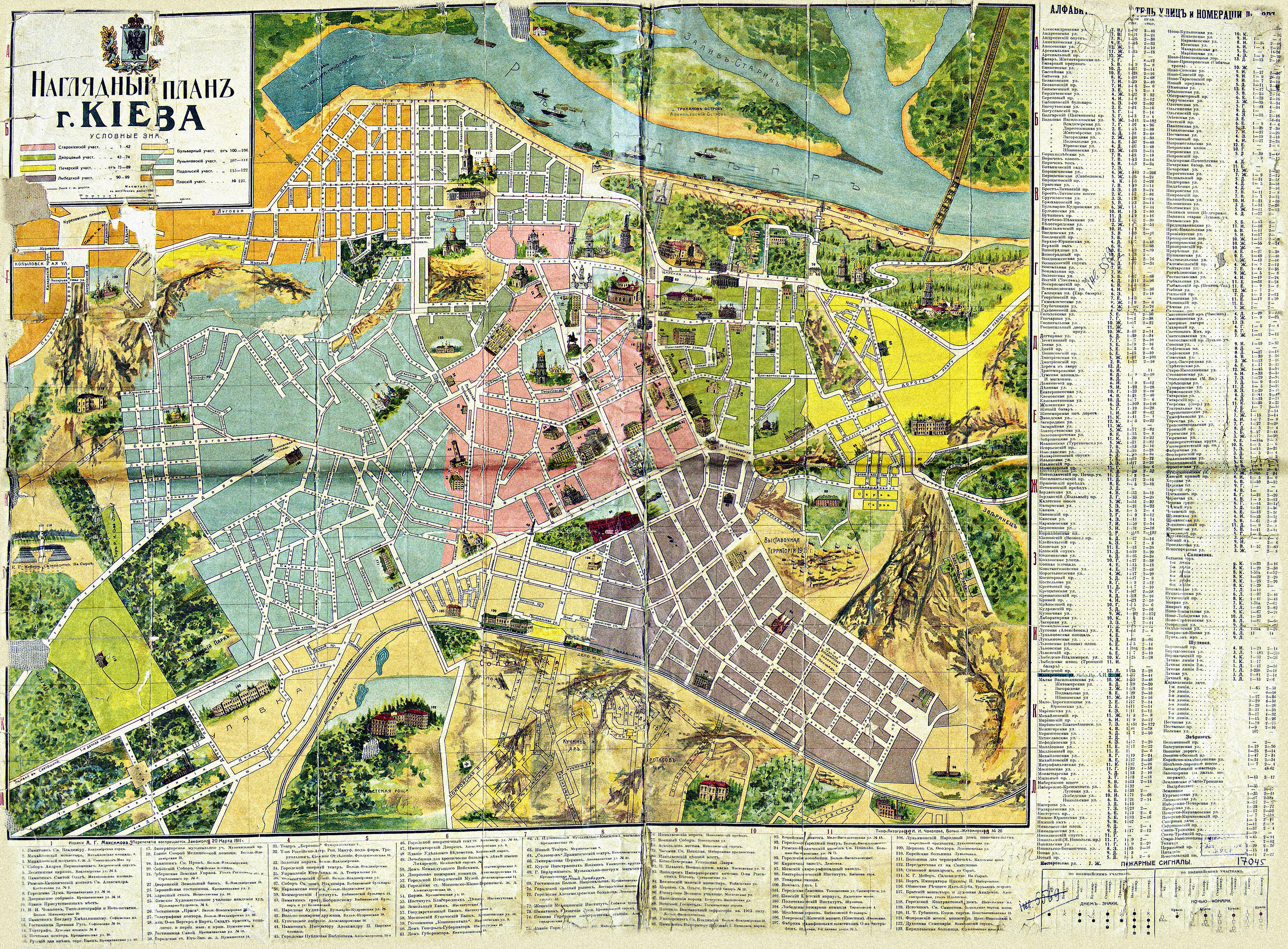
Stadtplan, 1913
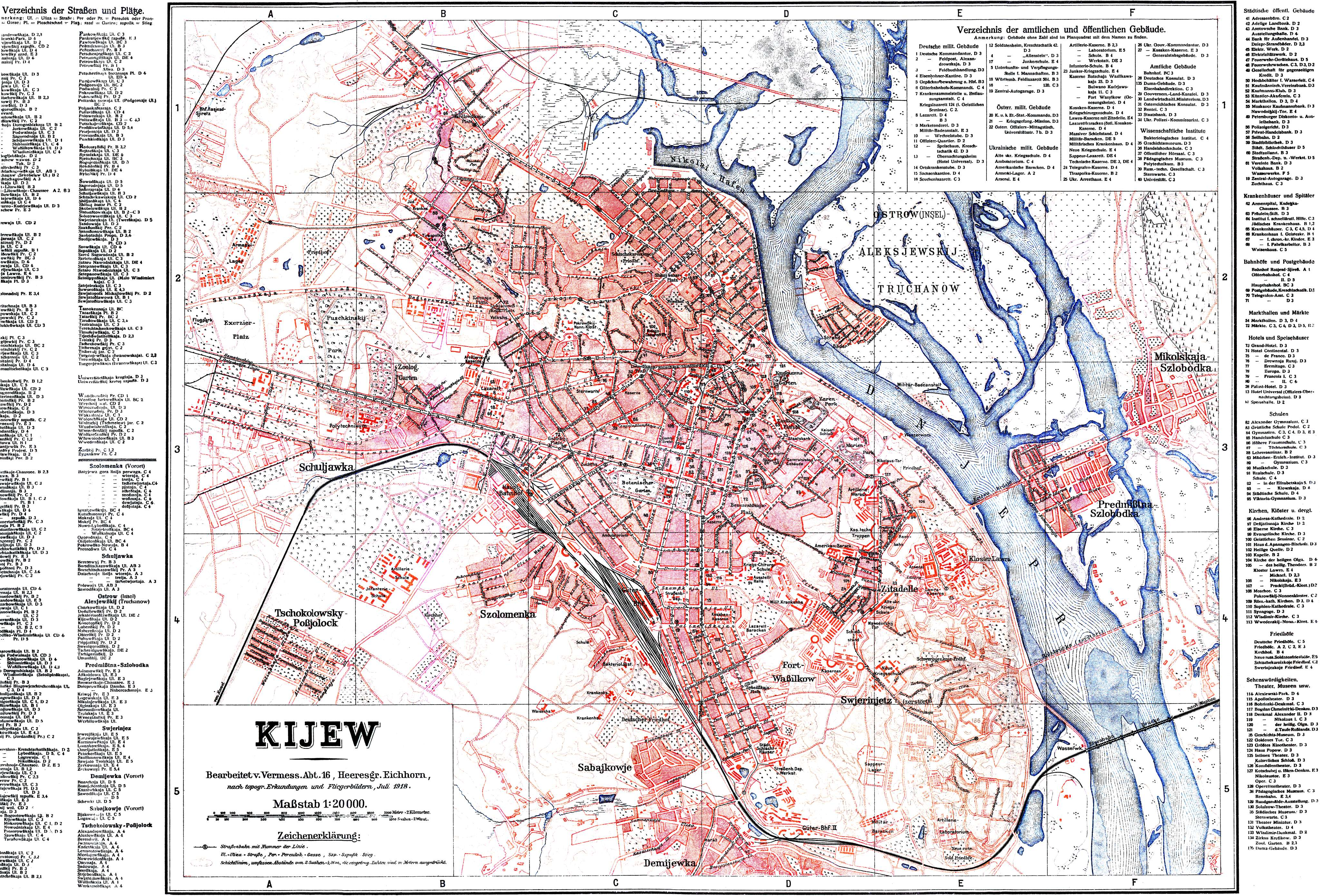
Streckennetz der Kiewer Tram, 1918
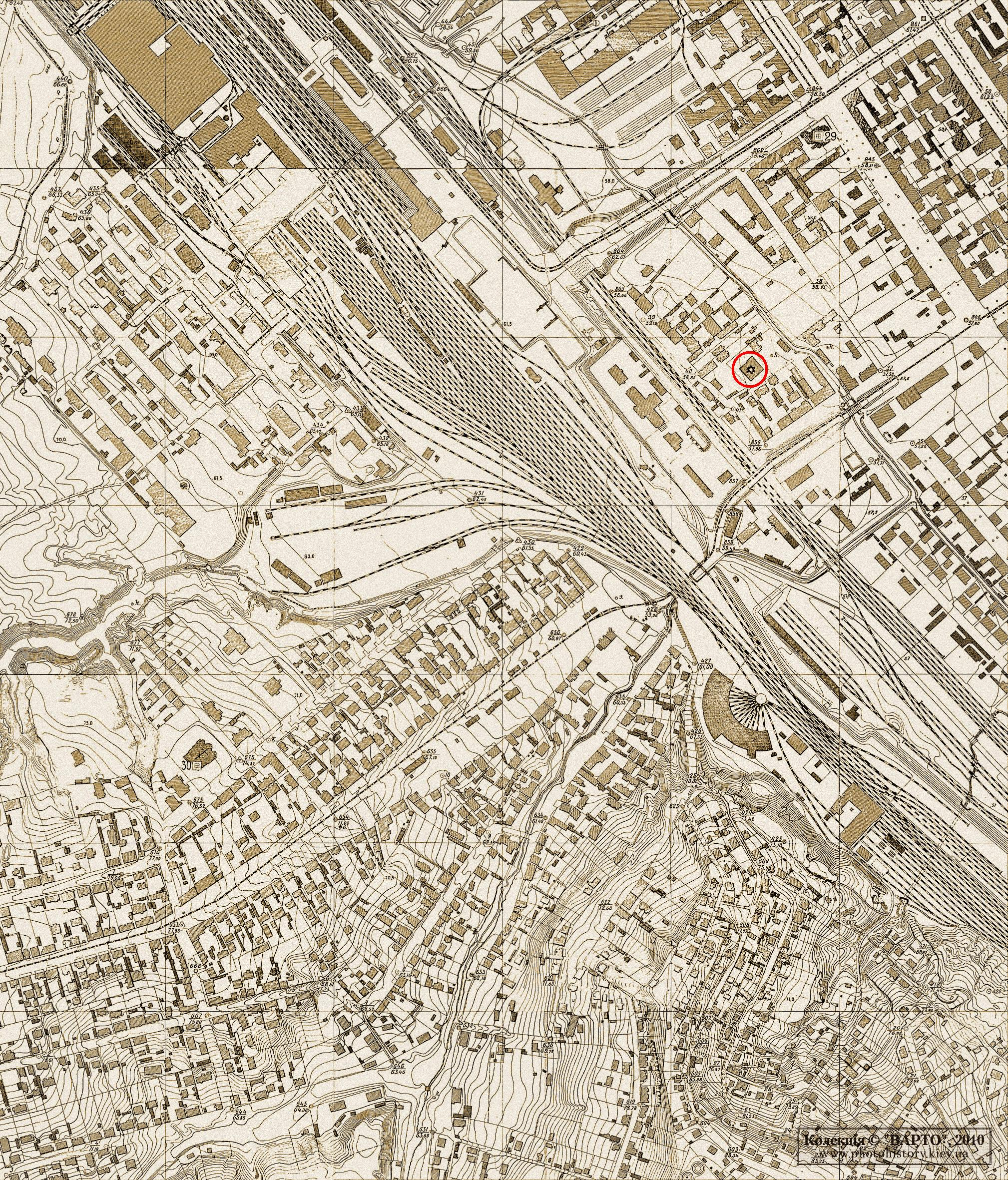
Umgebung des Kiewer Hauptbahnhofs, 1925
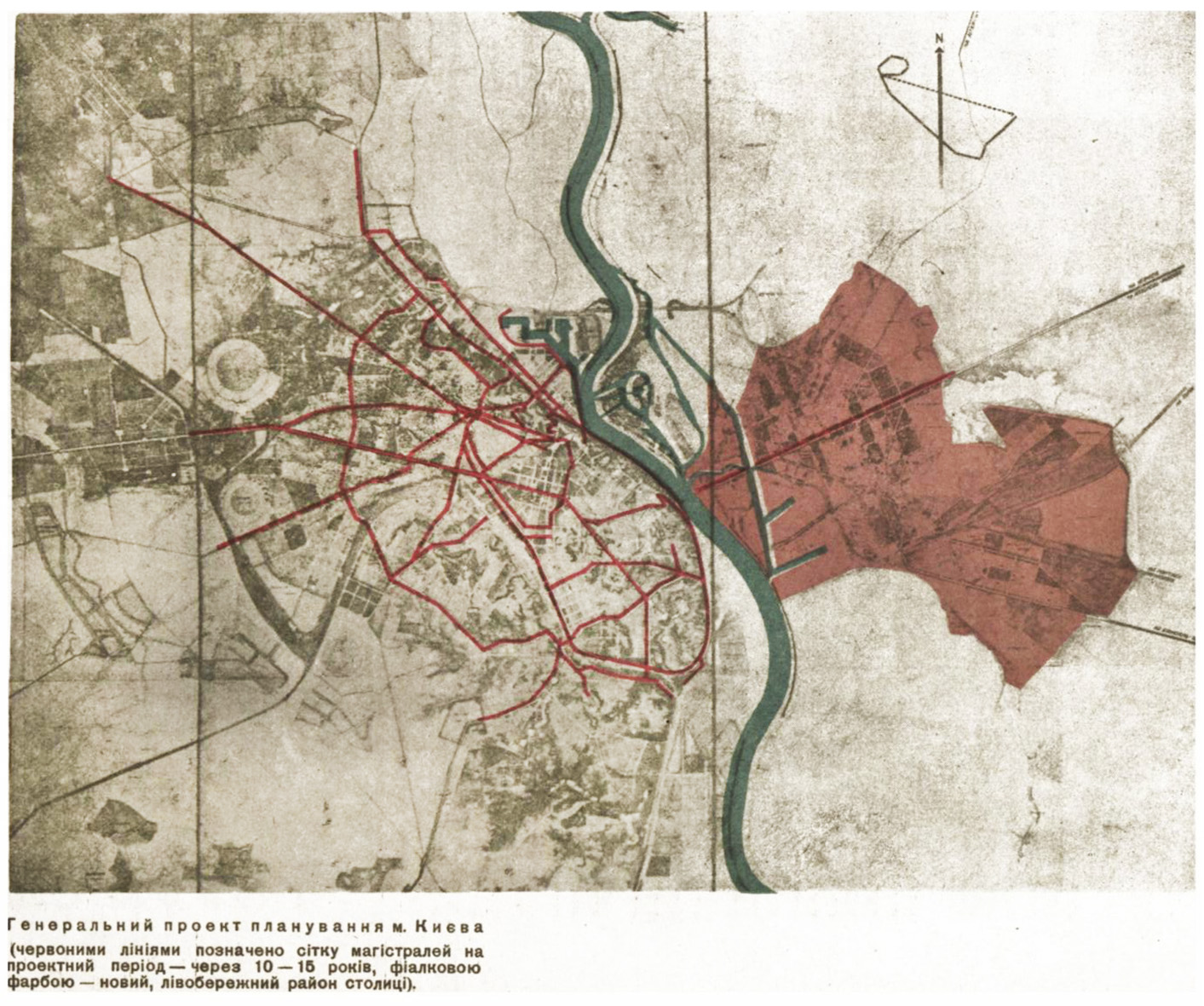
Richtplan für die Stadterweiterung von Kiew, 1936
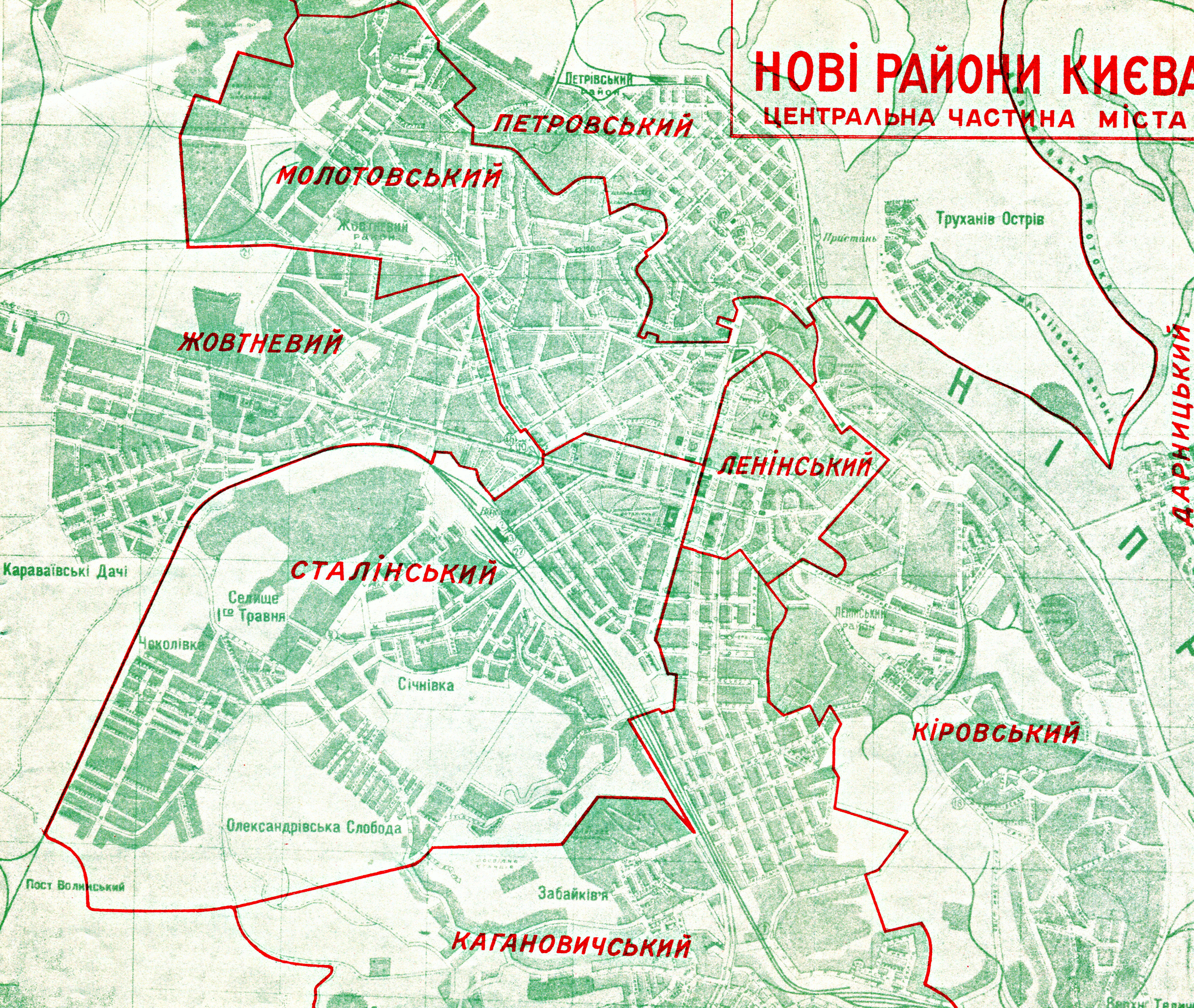
Übersichtsplan von Kiew mit neuen Verwaltungsgebieten (Raion), 1937
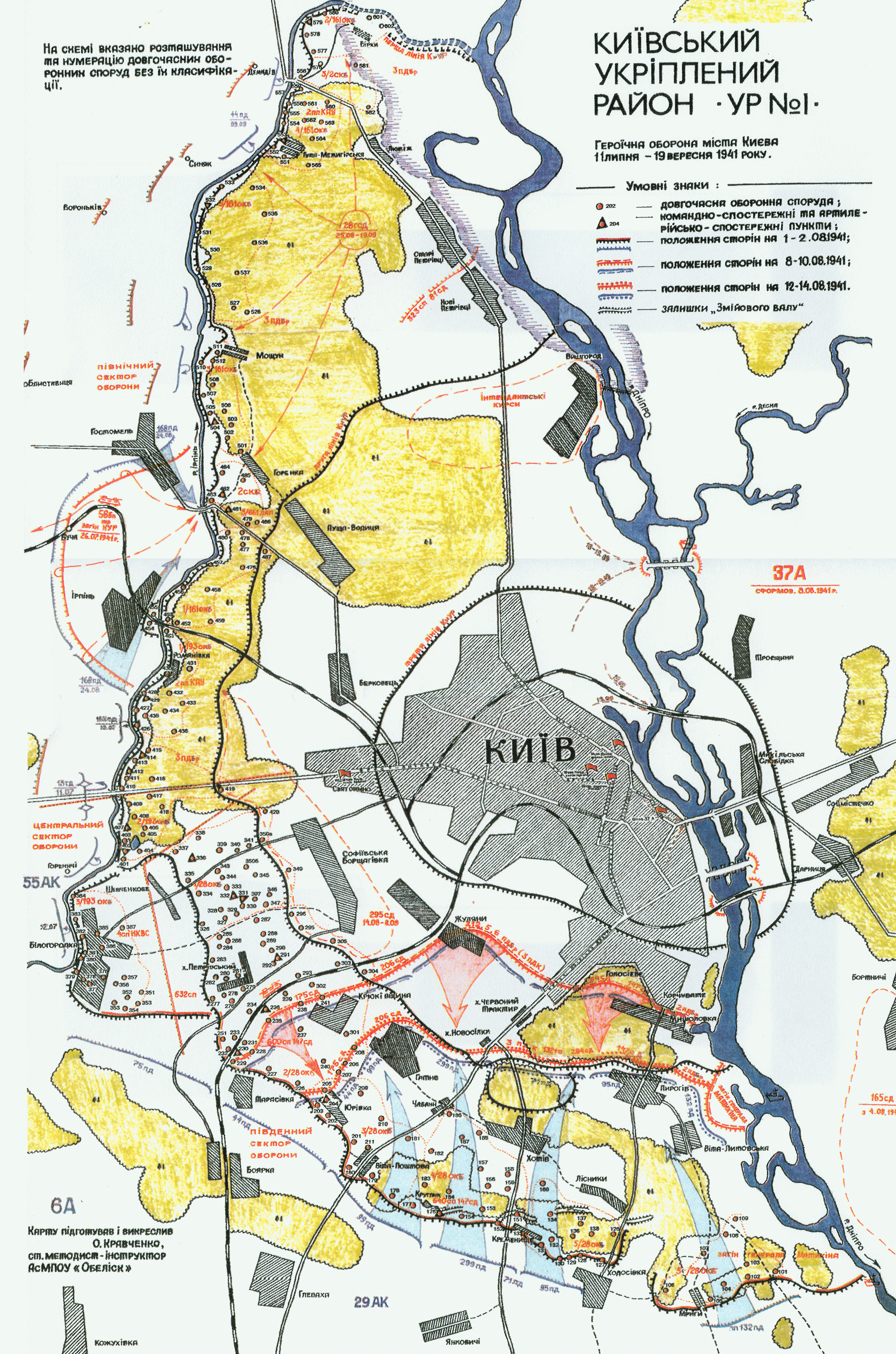
Karte mit Feldbefestigungen bei Kiew, 1941
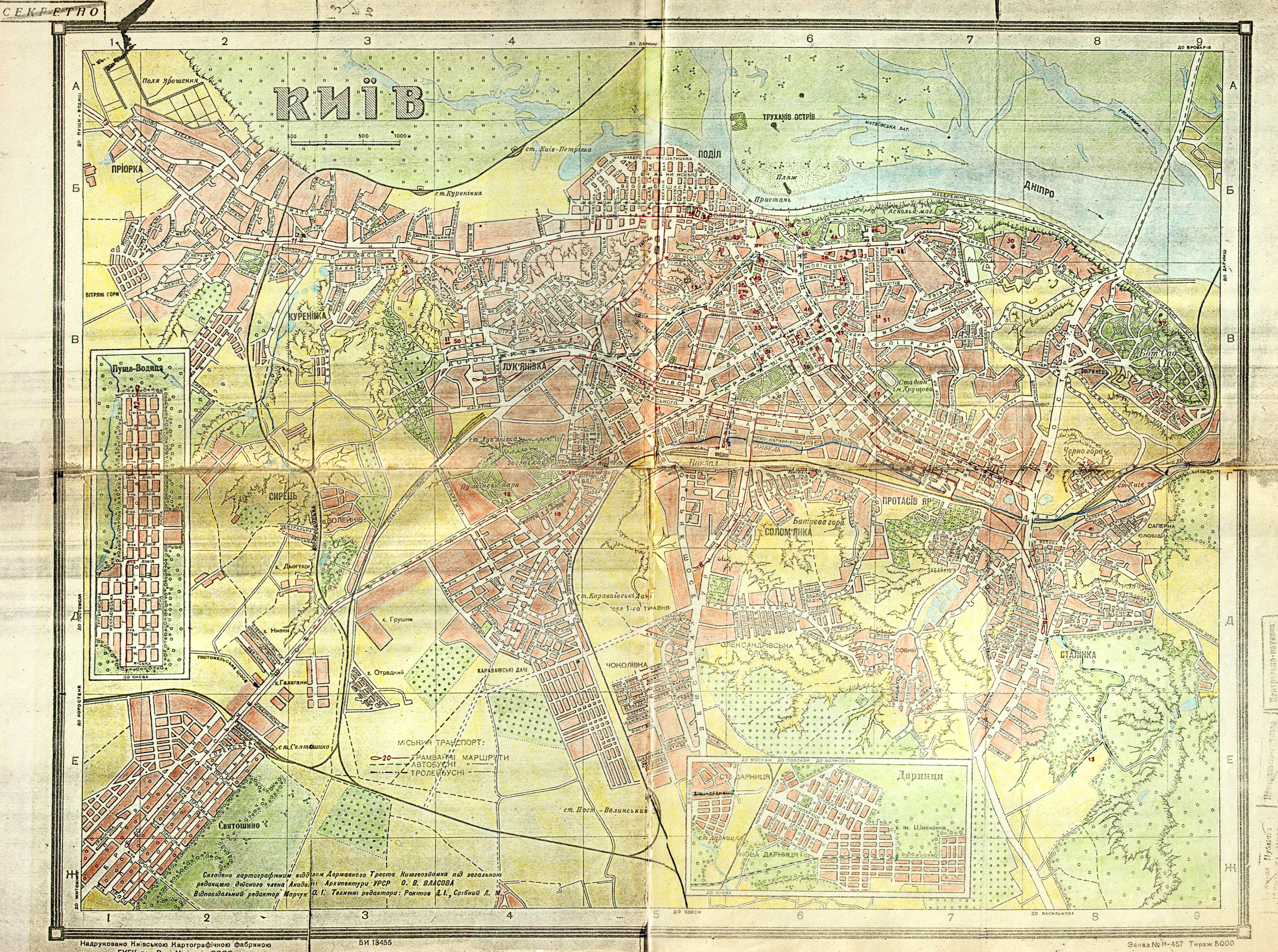
Stadtplan, 1947